# Castelo

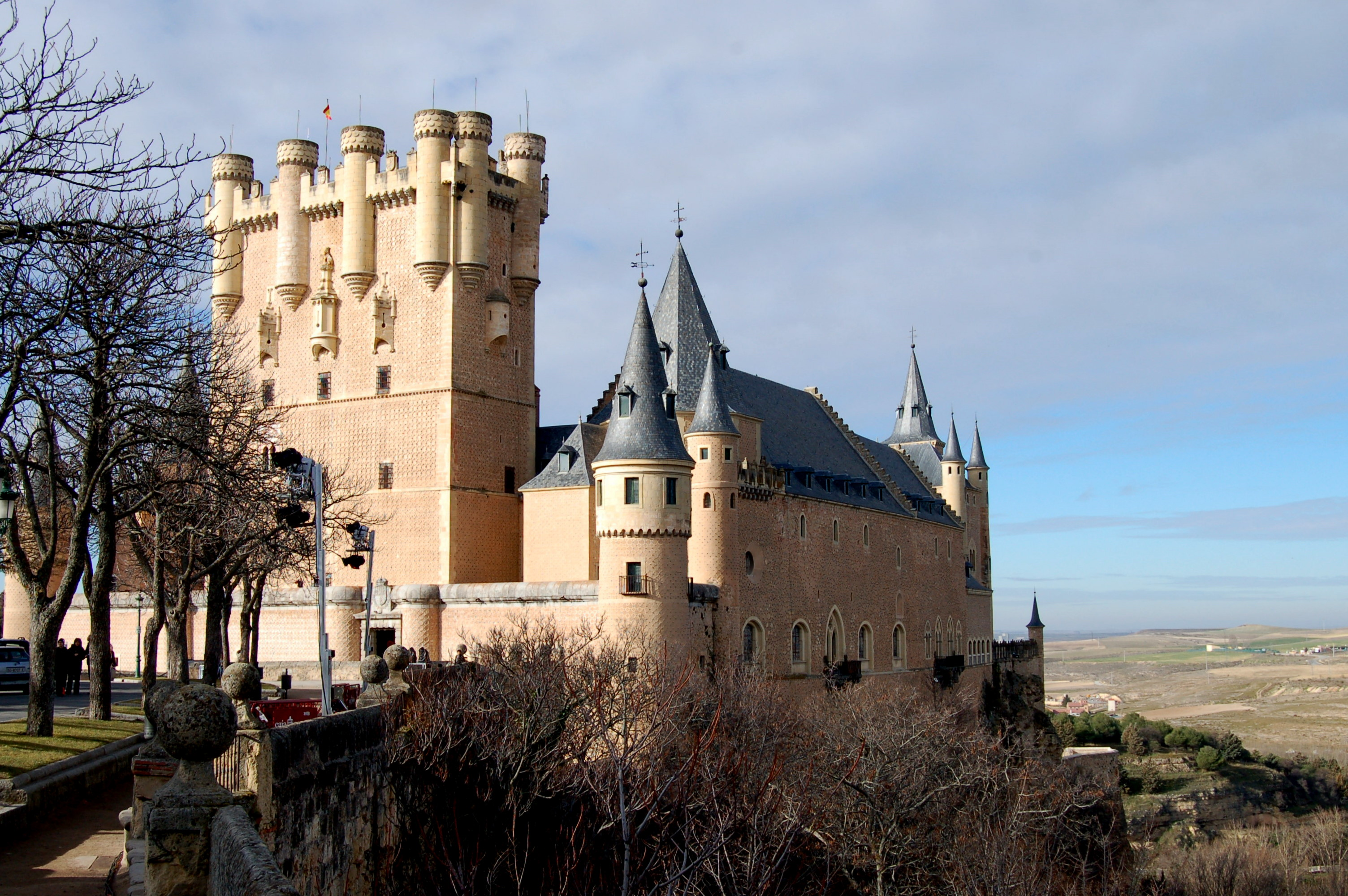
O Alcázar de Segóvia, localizado na Espanha, com vista para a cidade homônima

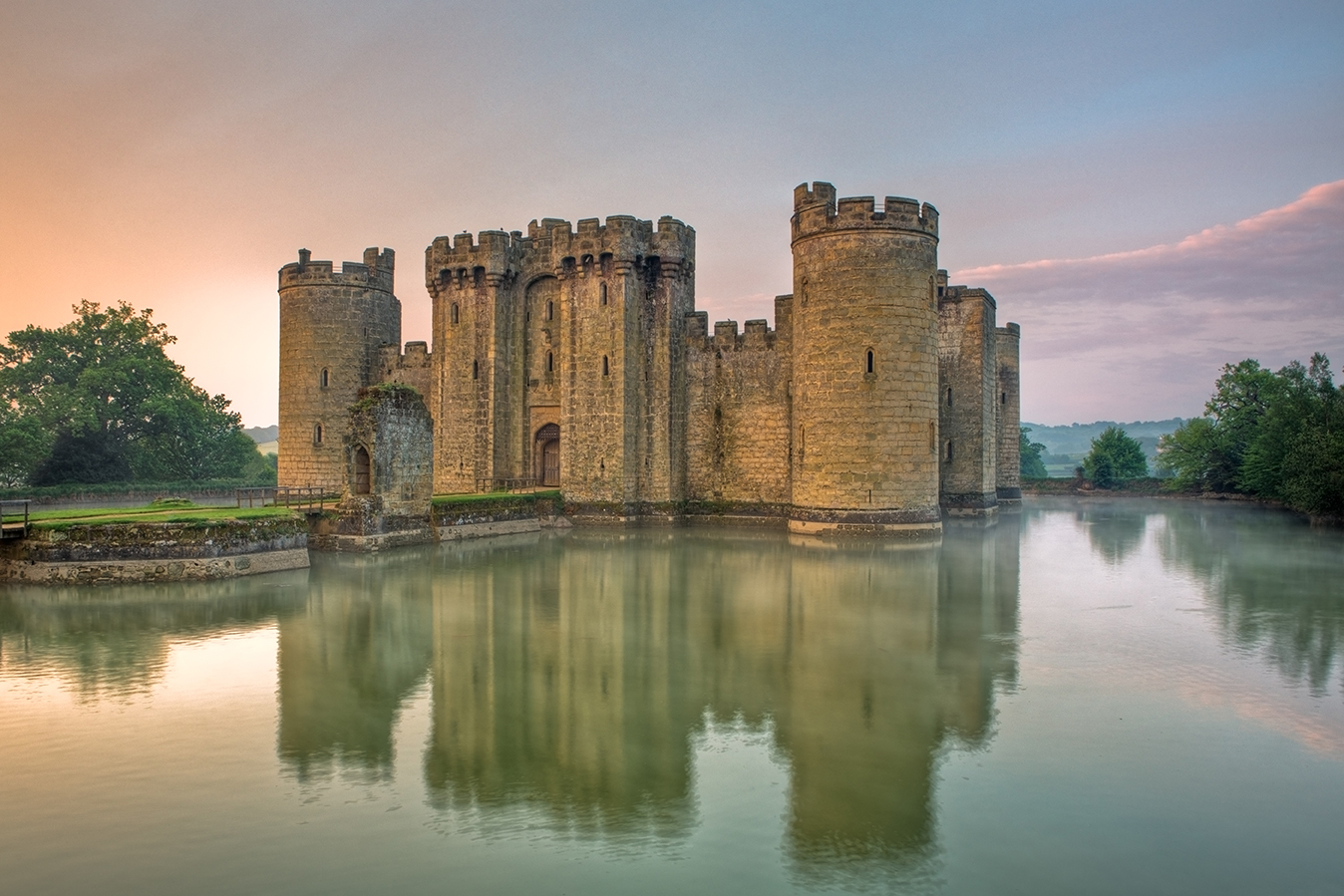
O Castelo de Bodiam, cercado por um fosso preenchido por água

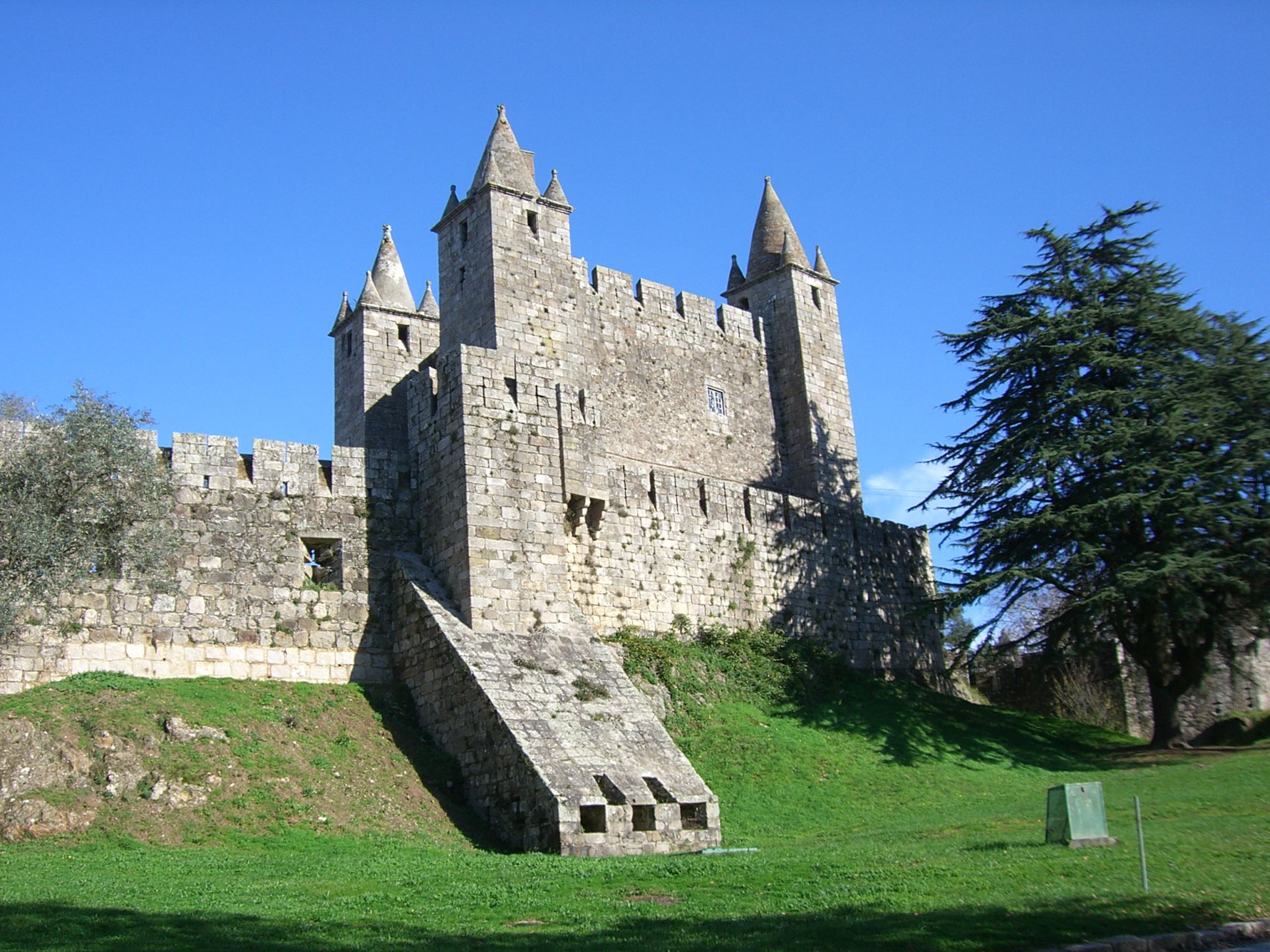
O Castelo de Santa Maria da Feira em Portugal, com seus pináculos do século XV

Castelo (em latim: castellum) é um tipo de estrutura fortificada, construída na Europa e Oriente Médio durante a Idade Média pelos nobres europeus. A palavra castelo é definida pelos estudiosos, como sendo a residência particular fortificada de um lorde ou nobre, sendo diferente de palácio, que não é fortificado; é diferente também de fortaleza, que nem sempre é a residência da nobreza; e é também diferente de um assentamento fortificado, que era uma estrutura de defesa coletiva, embora existam muitas semelhanças entre todos estes tipos de construção. O uso do termo tem se modificado ao longo do tempo e tem sido aplicado a diferentes estruturas como os castros. Durante aproximadamente novecentos anos em que os castelos foram construídos, tiveram uma grande variedade de formas, com muitas características diferentes, tais como defesas por muralha, e seteiras, que eram as mais comuns.
Uma inovação europeia, foram os castelos originados depois da queda do Império Carolíngio no século X, cujo território foi dividido entre lordes e príncipes. Eram construídos castelos para controlar a área circunvizinha a eles. Eram estruturas tanto defensivas como ofensivas, formando assim bases a partir das quais poderiam partir as invasões, bem como a proteção contra inimigos. Embora tivessem uma estrutura estritamente militar, frequentemente enfatizada pelos estudiosos, também serviram como centros de administração e símbolos de poder. Os castelos urbanos eram pontos estratégicos para dominar a população local e para marcar importantes rotas de viagem. Os castelos rurais eram normalmente localizados próximos a recursos que eram parte integrante da vida na comunidade, como moinhos e terras férteis.
Originalmente os materiais para a construção de um castelo eram terra e madeira, mas posteriormente foram substituídos por pedras. Os primeiros castelos geralmente exploravam as defesas naturais, não usando torres, seteiras e dependiam de uma torre de menagem central. No final do século XII e início do XIII, a defesa do castelo se tornou mais complexa. Isso acarretou na proliferação de torres, com ênfase no enfileiramento do poder de fogo. Muitos castelos mais recentes eram poligonais ou dependiam de uma defesa com formato concêntrico — uma série de defesas dentro de uma das outras que maximizavam o potencial de ataque do castelo. Essas inovações defensivas apareceram depois dos aperfeiçoamentos tecnológicos das Cruzadas, como as fortificações concêntricas, e igualmente inspirados por sistemas de defesa mais antigos, tais como os fortes romanos. Nem todos os elementos arquitetônicos dos castelos eram de natureza militar, por exemplo os fossos passaram de uma estrutura com funções defensivas para um símbolo de poder. Alguns castelos grandiosos foram construídos para impressionar os visitantes e se destacarem na paisagem.
Embora a pólvora tenha sido introduzida na Europa no século XIV, não foi até o século XV que a estrutura do castelo foi abalada pela inovação militar, quando a artilharia teve poder de fogo o suficiente para destruir muralhas de pedra. Mesmo que os castelos continuassem a ser construídos até o século XVI, o surgimento de novas tecnologias armamentistas, como os canhões, tornaram-os locais indesejáveis e inseguros de se viver. Como resultado, os castelos entraram em declínio e foram substituídos por fortes sem qualquer papel administrativo. No século XVIII ocorreu um renascimento no interesse pelos castelos com a reconstrução destes sem qualquer propósito militar, como parte da tradição romântica e do revivalismo gótico.

## Definição

### Etimologia

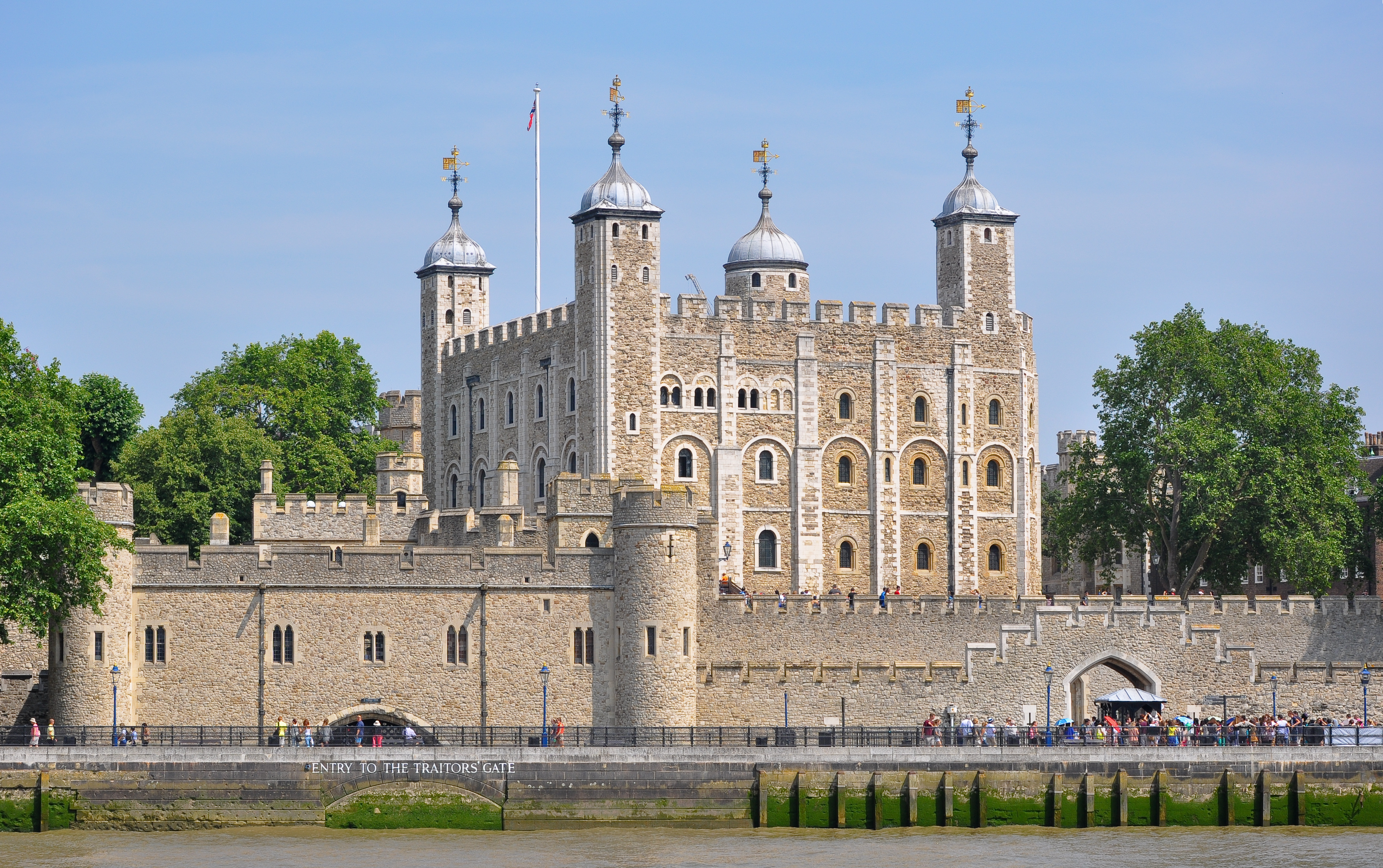
Torre Branca normanda, a torre de menagem da torre de Londres, exemplifica todos os usos de um castelo, incluindo a defesa da cidade, uma residência e um lugar de refúgio em tempos de crise

A palavra "castelo" é derivada da palavra latina "castellum", que é um diminutivo da palavra "castrum", que significa "lugar fortificado". O castel do inglês antigo, o castel ou chastel do francês antigo, château do francês moderno, castillo do espanhol, castello em italiano, e um número de palavras em outras línguas derivam também do castellum. A palavra "castle" foi introduzida pouco antes da conquista normanda para denotar este tipo de edifício, que era então uma nova estrutura arquitectónica na Inglaterra. A partir de meados do século XI, em Portugal, a palavra castelo é utilizada para designar estruturas defensivas. Entretanto, aquilo que actualmente se designa como “castelo”, sobretudo os castelos medievais, a imagem de um tipo estrutura definida como “castelo medieval português” viria a surgir somente no século XX.

### Características definidoras
Em seus termos mais simples, a definição de um castelo aceita entre os acadêmicos é "uma residência privada fortificada". Isso contrasta com fortificações anteriores, como os burhs anglo-saxônicos e cidades muradas, como Constantinopla e Antioquia no Oriente Médio; os castelos não eram defensas comunitárias, mas foram construídas e de propriedade dos senhores feudais locais, quer para a si mesmos ou senão para o seu monarca. O feudalismo era a ligação entre um senhor e seu vassalo, onde, em troca do serviço militar e a expectativa de lealdade, o senhor concederia a terra vassal. No final do século XX, houve uma tendência para refinar a definição de castelo, incluindo o critério da propriedade feudal, colocando castelos no período medieval; No entanto, isso não reflete necessariamente a terminologia usada no período medieval. Durante a Primeira Cruzada (1096-1099), os exércitos francos encontraram assentamentos murados e fortes que eram indiscriminadamente referidos como castelos, mas que não seriam considerados como tais sob a definição moderna.

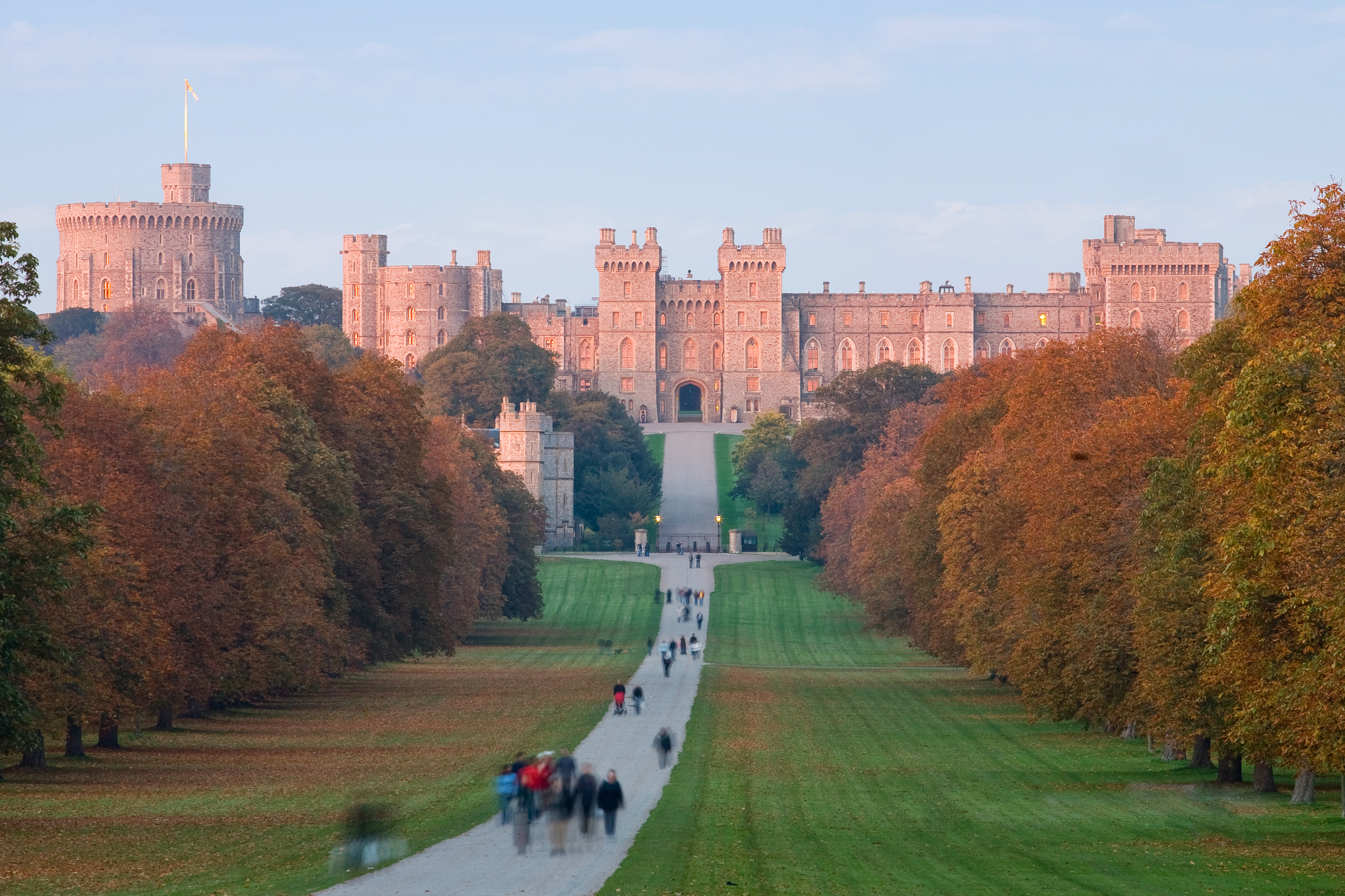
O Castelo de Windsor na Inglaterra foi fundado como uma fortificação durante a Conquista Normanda e foi uma das principais residências oficiais da rainha Elizabeth II

Os castelos serviram uma série de propósitos, os mais importantes dos quais eram militares, administrativos e domésticos. Além das estruturas defensivas, os castelos também eram ferramentas ofensivas que poderiam ser usadas como base de operações em território inimigo. Os castelos foram estabelecidos por invasores normandos da Inglaterra para fins defensivos e para pacificar os habitantes do país. Quando Guilherme, o Bastardo, avançou através de Inglaterra, fortificou posições-chave para garantir a posse da terra que ele tinha conquistado. Entre 1066 e 1087, ele estabeleceu 36 castelos como o Castelo de Warwick, que costumava proteger contra a rebelião no Midlands.
Perto do final da Idade Média, castelos passaram a perder o seu significado militar devido ao advento de poderosos canhões e fortificações de artilharia permanentes; Como resultado, os castelos tornaram-se mais importantes como residências e declarações de poder. Um castelo poderia atuar como uma fortaleza e uma prisão, mas também era um lugar onde um cavaleiro ou um senhor podiam entreter seus pares. Ao longo do tempo, a estética do design tornou-se mais importante, já que a aparência e o tamanho do castelo começaram a refletir o prestígio e o poder de seu ocupante. Muitas vezes, casas confortáveis eram construídas dentro de seus muros fortificados. Embora os castelos ainda ofereçam proteção contra baixos níveis de violência em períodos posteriores, eventualmente foram sucedidos por casas de campo como residências de alto status.

### Terminologia
Castelo é por vezes usado como um termo genérico para todos os tipos de fortificações e, como resultado, tem sido mal aplicado no sentido técnico. Um exemplo disto é o castelo Maiden, Dorset que, apesar do nome, é um castro, fortificação da Idade do Ferro, que teve origem e propósito muito diferentes.

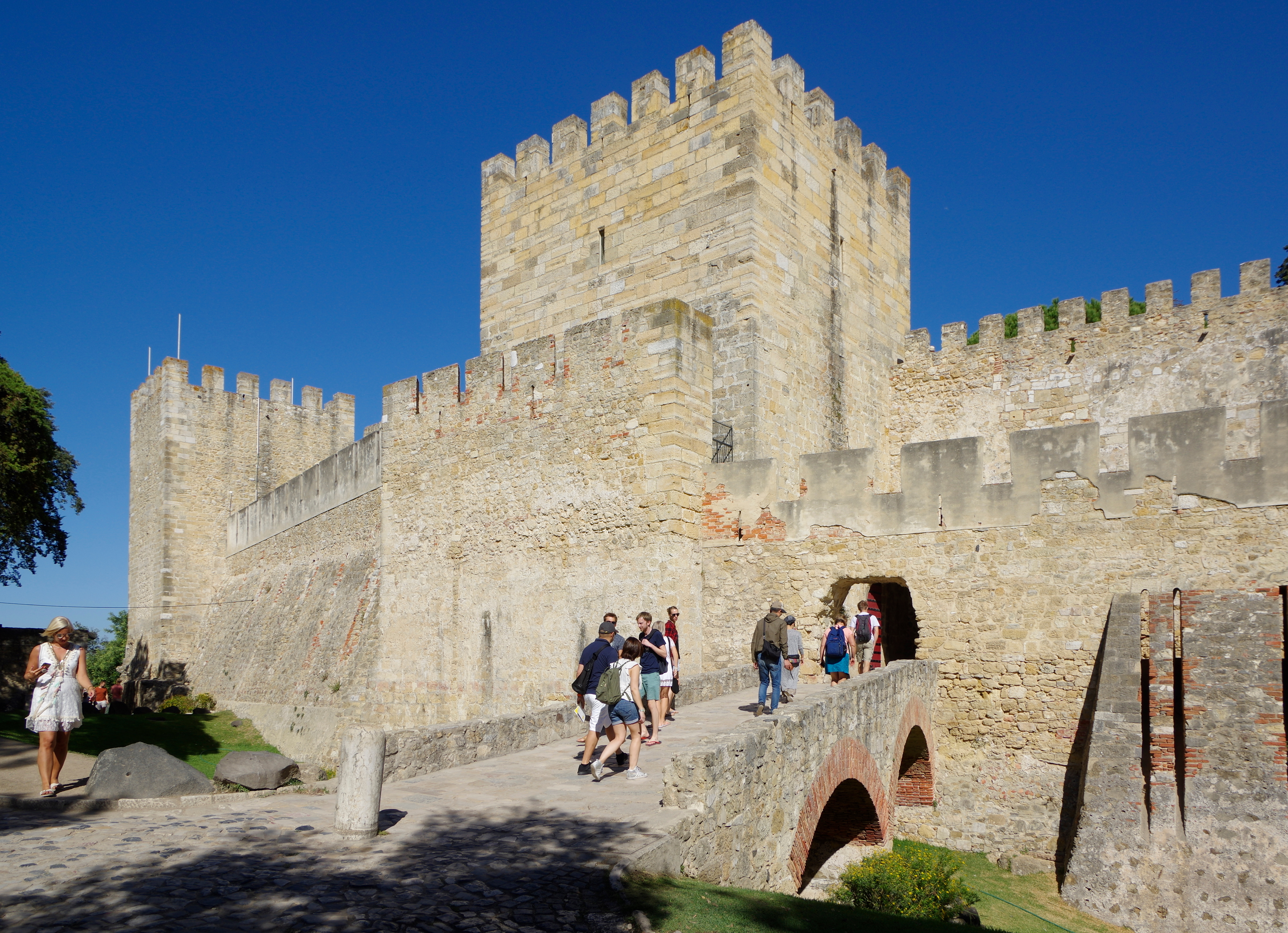
Castelo de São Jorge em Lisboa, Portugal, com uma ponte sobre um fosso

Embora "castelo" não se tenha tornado um termo genérico para um solar (por exemplo château na França e schloss na Alemanha), muitos solares têm "castelo" no nome, mesmo tendo poucas ou nenhuma das suas características arquitetônicas. Era comum seus proprietários gostarem de manter uma ligação com o passado e acharem que o termo "castelo" era uma expressão viril de seu poder. Para os estudiosos, o conceito de castelo é geralmente admitido como consistente, originário da Europa e depois se expandindo por regiões do Oriente Médio, onde foram introduzidos pelas cruzadas que partiram daquele continente. Este grupo consistente compartilhava uma origem comum, lidando de modo particular com lutas e hostilidades, e transferindo influências.
Em diferentes regiões do mundo, estruturas semelhantes compartilhavam características de fortificação e outras características definidoras associadas ao conceito de castelo, embora tivessem origem em diferentes períodos e circunstâncias, experimentando diferentes evoluções e influências. Por exemplo, os castelos no Japão, assim descritos pelo historiador Stephen Turnbull, segundo o qual "sofreram uma história de desenvolvimento completamente diferente, foram construídos de forma completamente diferente e foram projetados para suportar ataques de natureza completamente diferente". Enquanto os castelos europeus construídos a partir do final do século XII e início do século XIII em diante eram geralmente de pedra, os shiro (assim chamados os castelos japoneses) eram construções predominantemente de madeira no século XVI. A partir do século XVI, quando as culturas japonesa e europeia se encontraram, as fortificações na Europa ultrapassaram o estilo dos castelos, inspirando-se em inovações como o característico "traçado italiano" das fortificações abaluartadas. Os fortes indianos são um caso semelhante. Quando foram descobertos pelos britânicos no século XVII, os castelos na Europa estavam caindo em desuso militarmente. Assim como os shiro, os fortes indianos, (durga ou durg na língua sânscrita) compartilhavam características dos castelos europeus, como servir de domicílio para um senhor, e também como fortificações. Da mesma forma, o seu desenvolvimento também foi de modo diferente das estruturas conhecidas como castelos, originárias da Europa.

## Características comuns

### Mota

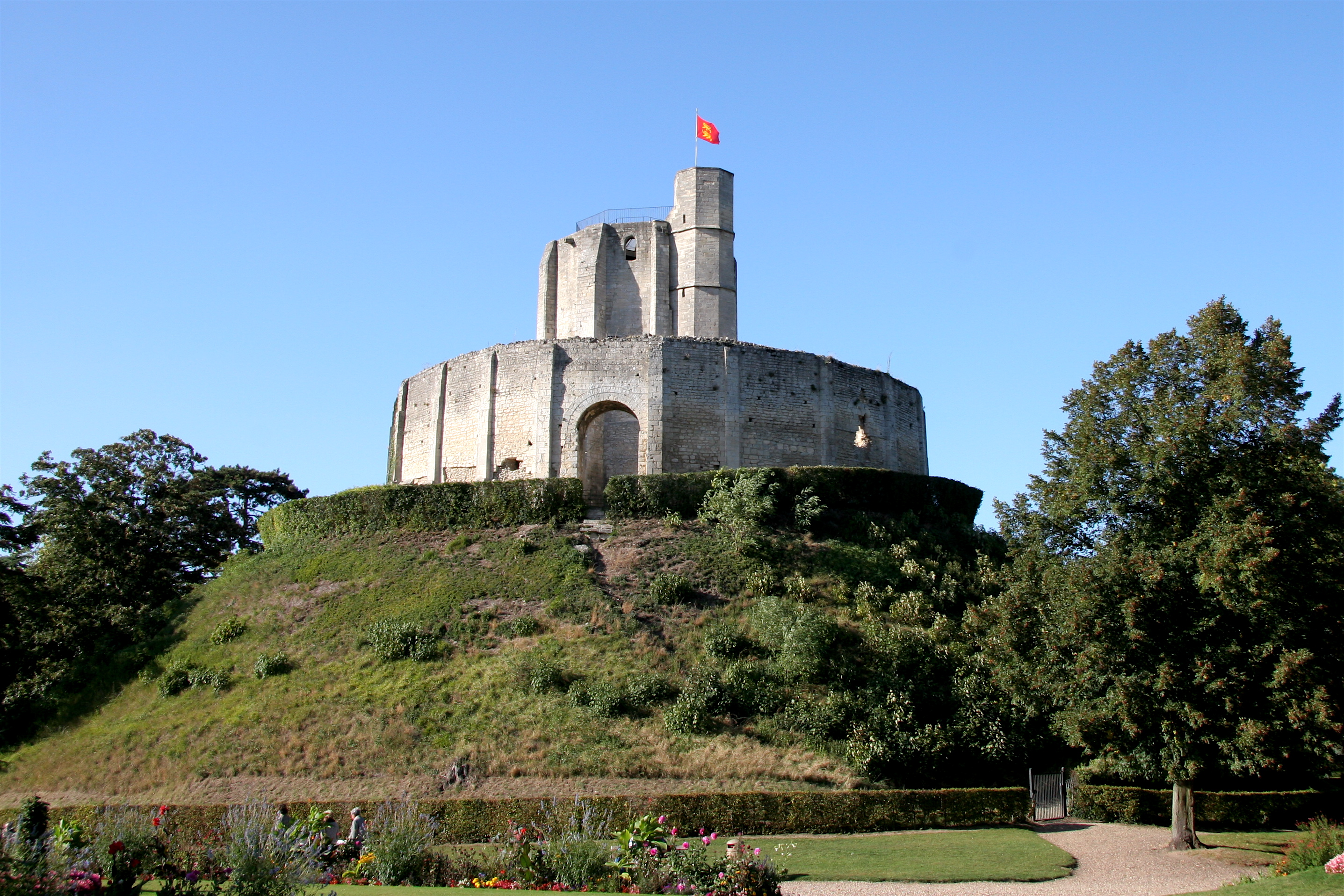
Um pequeno castelo que compreende uma torre de menagem redonda, cercada por uma alta parede circundante sobre uma mota artificial. As paliçadas de madeira construídas sobre as motas foram depois substituídas por construções de pedra, como neste exemplo no Château de Gisors na França

Uma mota era um monte com uma parte superior plana. Muitas vezes, era artificial, embora às vezes incorporava uma característica preexistente da paisagem. A escavação da terra para fazer o monte deixava uma vala em torno deste, chamada fosso (que poderia ser molhado, ou seja, preenchido com água, ou seco). "Motte" (mota) e "moat" (fosso) derivam da mesma palavra do francês antigo, indicando que as características foram originalmente associadas e dependeram umas das outras para a sua construção. Embora a mota seja comumente associada ao castelo de mota, isto nem sempre ocorreu, e há casos em que uma mota existia de modo independente.
"Mota" refere-se unicamente ao monte, mas frequentemente era a base para a construção de uma estrutura fortificada, como uma torre de menagem, e a parte superior plana, rodeada por uma paliçada. Era comum que a mota fosse acessada através de uma ponte suspensa sobre a vala da contraescarpa, alcançando a borda do topo do monte, como mostrado na Tapeçaria de Bayeux, em que era representado o Castelo de Dinan. Em alguns casos, uma mota ocultava um antigo castelo ou salão, cujos espaços eram transformados em áreas de armazenamento subterrâneo e posteriormente em prisões.

### Bailey e enceinte

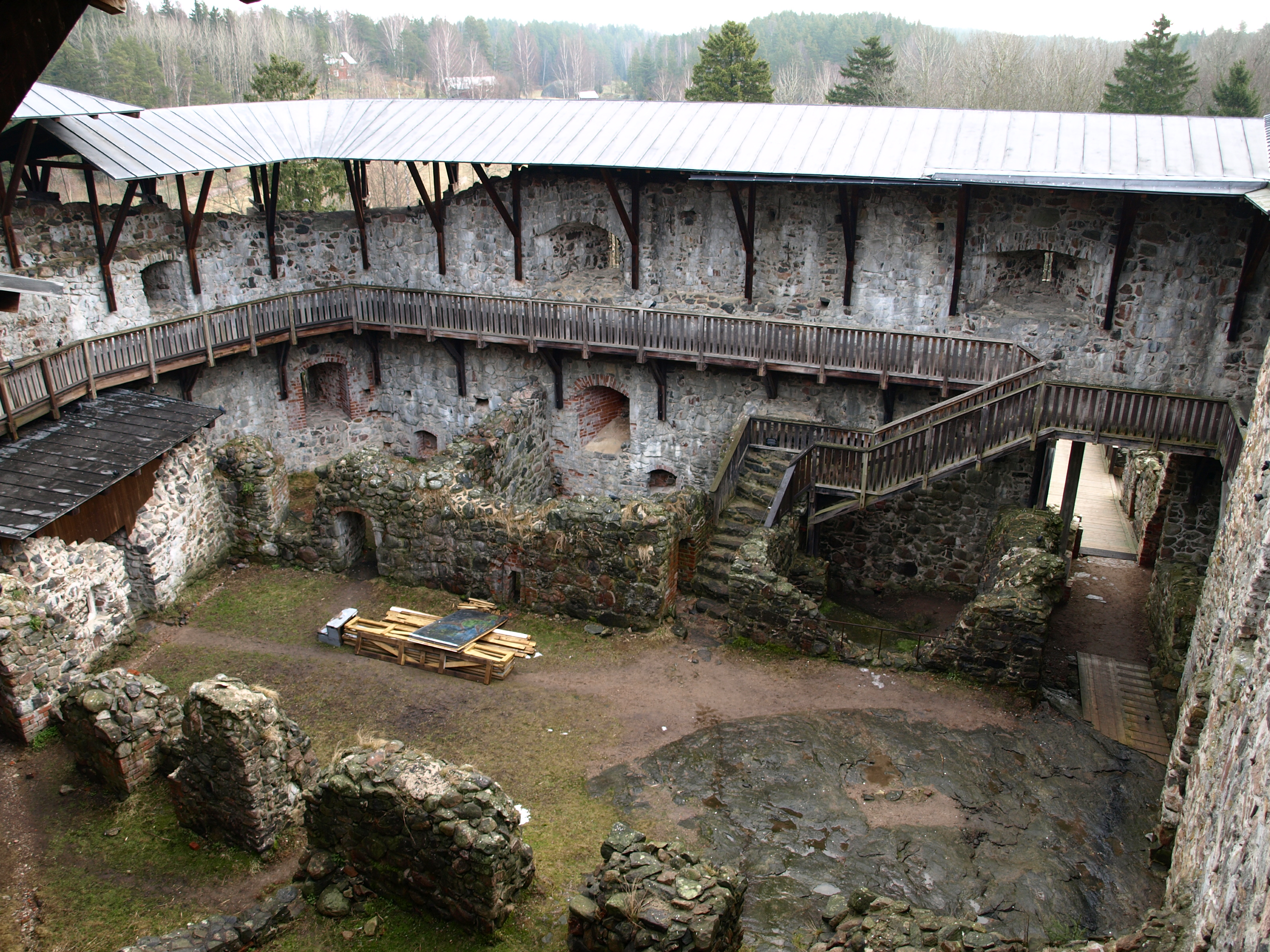
Um pátio do Castelo de Raseborg do século XIV em Snappertuna, Raseborg, Finlândia

Um bailey interior, também chamado de ala, era um recinto fortificado. Foi uma característica comum dos castelos e a maioria destes tinha pelo menos um. A torre em cima da mota era o domicílio do senhor encarregado do castelo e um baluarte do derradeiro reduto de defesa, enquanto o bailey era o lar da família e criadagem do senhor e lhes dava proteção. Os quartéis para guarnição, estábulos, oficinas e instalações de armazenamento eram frequentemente encontrados no bailey. A água era fornecida por um poço ou cisterna. Com o tempo, o foco de alojamento de status elevado deslocou-se da torre para o bailey; isso resultou na criação de outro bailey que separou os edifícios de alto status, como o aposento do senhor e a capela, das estruturas cotidianas, como as oficinas e os quartéis.
A partir do final do século XII, havia uma tendência para que os cavaleiros se deslocassem das pequenas casas que anteriormente haviam ocupado no bailey interior para viver em casas fortificadas no campo. Embora frequentemente associado ao castelo de mota, os baileys também podem ser encontrados como estruturas defensivas independentes. Essas fortificações simples eram chamadas de "ringworks". O enceinte era o principal armamento defensivo do castelo, e os termos "bailey" e "enceinte" estão ligados. Um castelo poderia ter vários baileys, mas apenas um enceinte. Os castelos sem uma torre de menagem, que dependiam de suas defesas externas para proteção, às vezes são chamados de castelos de enceinte; estas foram as primeiras formas de castelos, antes que a torre de menagem fosse introduzida no século X.

### Torre de menagem

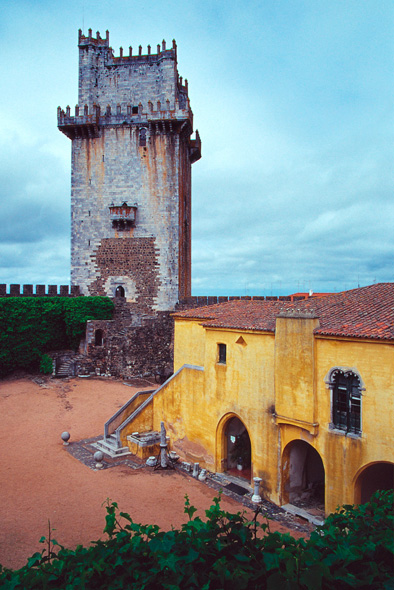
Praça de armas e torre de menagem do Castelo de Beja (século XIV)

Uma torre de menagem era uma grande torre e geralmente o ponto mais defendido de um castelo, antes da introdução da defesa concêntrica. A torre de menagem, como é conhecida em Portugal, foi uma estrutura comum nos castelos da Europa medieval, sendo equivalente à torre del homenaje em Castela, o maschio na Itália e o Bergfried na Alemanha, e aproximadamente equivalente ao donjon na França e o keep na Inglaterra.
Desde o século XVI, a palavra em inglês "Keep" se referiu comumente à torre de menagem, ou seja, às grandes torres em castelos. A palavra se origina em torno de 1375 a 1376, proveniente do termo inglês médio "kype", que significa cesto ou barril, e foi um termo aplicado ao shell keep em Guînes, por se assemelhar a um barril. "Keep" não era um termo usado no período medieval — o termo foi aplicado a partir do século XVI em diante — em vez disso "donjon" foi usado para se referir às grandes torres, ou "turris" em latim. No século XVII, a palavra "Keep" perdeu sua referência original a cestos ou barris, e foi popularmente assumido como tendo vindo da palavra inglesa "keep", que significa "segurar" ou "proteger". No Japão feudal, a parte do castelo que mais se aproximaria da torre de menagem seria o tenshukaku (天守閣).
No castelo de mota, a torre de menagem se localizava em cima da mota. "Dungeon" é uma forma corrompida de "donjon" e significa calabouço, uma prisão escura e tenebrosa. Embora muitas vezes a parte mais forte de um castelo e um último lugar de refúgio se as defesas externas caíssem, a torre de menagem não era deixada vazia em caso de ataque, mas era usada como residência pelo senhor dono do castelo ou seus convidados ou representantes.
No início, isso era habitual apenas na Inglaterra, depois da conquista normanda de 1066; mas em outros lugares, a esposa do senhor residia em uma residência separada (domus, aula ou mansio, em latim) perto da guarda, e o donjon era um quartel e centro de comando. Gradualmente, as duas funções se fundiram no mesmo edifício, e os mais altos andares residenciais tinham grandes janelas; como resultado para muitas estruturas, é difícil encontrar um termo apropriado. Os espaços internos maciços vistos em muitos dos remanescentes donjons, podem ser enganadores; eles teriam sido divididos em várias pequenas partições, como em um prédio de escritórios moderno. Mesmo em alguns grandes castelos, o grande salão foi separado apenas por uma partição do "gabinete" do senhor, seu quarto e, até de certa forma, seu escritório.
A torre de menagem foi introduzida na arquitectura militar portuguesa na segunda metade do século XII, durante a Reconquista. Os primeiros castelos a incorporar essa estrutura foram os da Ordem do Templo construídos durante o mestrado de Gualdim Pais. É possível que Gualdim Pais se tenha familiarizado com este tipo de torre na Terra Santa durante a Segunda Cruzada, da qual tomou parte. As primeiras torres de menagem construídas em Portugal foram as dos castelos templários de Tomar (1160), Pombal (1171), Almourol (1171) e outros. Pouco depois, torres de menagem foram construídas nos castelos de outras ordens militares e nas fundações reais. Essas primeiras torres são em geral quadrangulares e encontram-se isoladas da muralha, à maneira românica. Chegando ao século XV, começam a surgir torres de menagem melhor adaptadas às funções habitacionais, com o aumento da superfície, abertura de janelas mais amplas e decoradas nos andares nobres. Isso é claramente visível nas torres de menagem dos castelos de Bragança, Estremoz e Beja.

### Cortina
As cortinas eram paredes defensivas que enclausuravam uma ala. Elas tinham que ser suficientemente altas para dificultar a escalada das paredes com escadas e suficientemente espessas para suportar o bombardeamento de armas de assédio que, a partir do século XV, incluíam artilharia de pólvora. Uma parede típica poderia ter 3 metros de espessura e 12 metros de altura, embora os tamanhos variassem muito entre os castelos. Para protegê-las da corrupção do alicerce e de escavações de túneis, as paredes das cortinas às vezes eram dadas uma saia de pedra em torno de suas bases. As passarelas ao longo dos topos das cortinas permitiram que os defensores lançassem mísseis nos inimigos abaixo, e as ameias davam-lhes adicional proteção. As cortinas eram cravejadas de torres para permitir o fogo em linha ao longo da parede. Seteiras nas cortinas não se tornaram comuns na Europa até o século XIII, por medo de que elas pudessem comprometer a integridade estrutural da parede.

### Casa de guarda

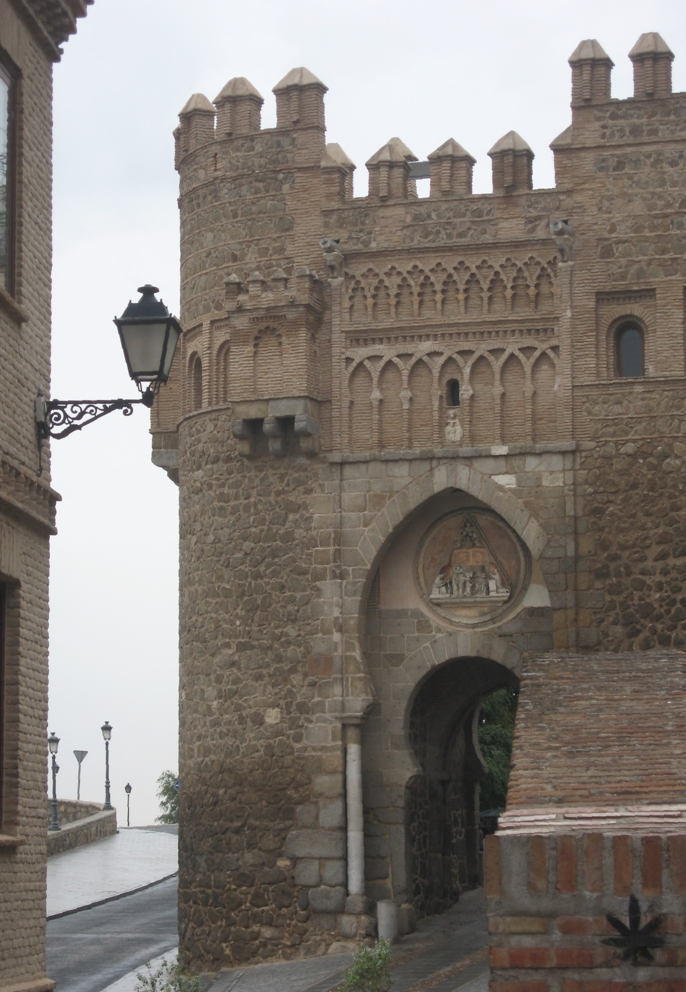
Puerta del Sol, a casa de guarda mourisca de Toledo, Espanha

A entrada era muitas vezes a parte mais fraca em um circuito de defesas. No intuito de superar isso, a casa de guarda foi desenvolvida, permitindo que aqueles dentro do castelo controlarem o fluxo do tráfego. Em castelos de barro e madeira, a portaria geralmente era a primeira característica a ser reconstruída em pedra. A frente da porta de entrada era um ponto cego e para superar isso, as torres sobressaídas foram adicionadas em cada lado do portão em um estilo semelhante ao desenvolvido pelos romanos. A casa de guarda continha uma série de defesas para fazer um ataque direto mais difícil do que derrubar um simples portão. Tipicamente, havia um ou mais rastrilhos — uma grade de madeira reforçada com metal para bloquear uma passagem — e seteiras para permitir que os defensores assolassem o inimigo. A passagem pela casa de guarda foi prolongada para aumentar a quantidade de tempo que um atacante tinha que gastar em um espaço confinado debaixo de fogo, e incapaz de retaliar.
É um mito popular que os chamados buracos assassinos — aberturas no teto da passagem do portão — foram usados para derramar óleo fervente ou chumbo derretido em atacantes; O preço do óleo e do chumbo e a distância do portão ao fogo significa que isso não era prático. É provável que eles jogassem objetos em atacantes, ou para que a água fosse derramada em incêndios para extingui-los. Provisões foram feitas no andar superior do portão para acomodação, de modo que o portão nunca fosse deixado sem defesa, embora este arranjo tenha evoluído para se tornar o portão mais confortável, isso foi feito à custa da defesa.
Durante os séculos XIII e XIV, a barbacana foi desenvolvida. Isso consistiu em um reparo, uma vala e, possivelmente, uma torre, em frente a casa de guarda que poderiam ser usados para proteger ainda mais a entrada. O objetivo de um barbacã não era apenas fornecer outra linha de defesa, mas também ditar uma única abordagem ao portão.

### Fosso

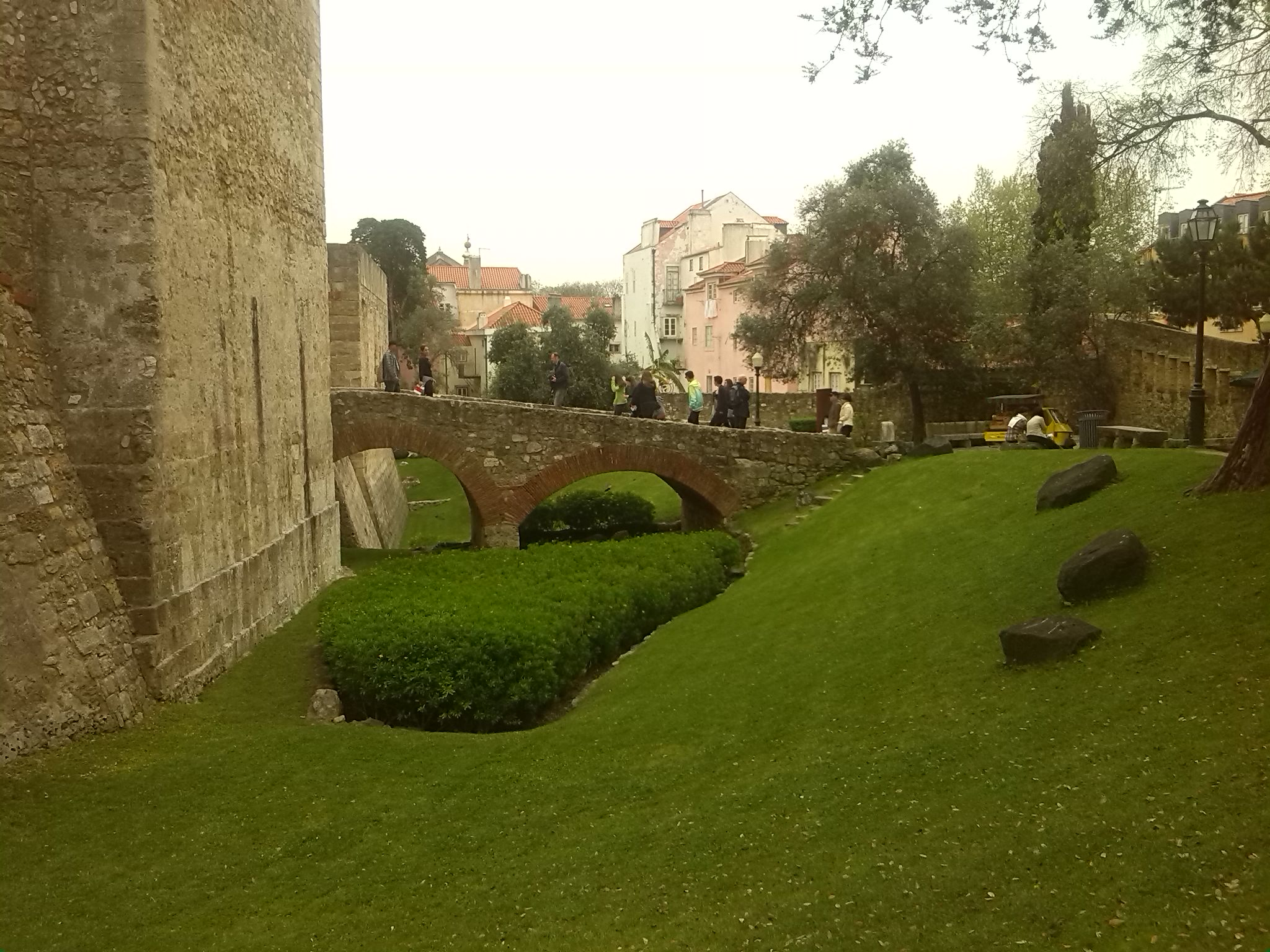
Ponte sobre o fosso do castelo de São Jorge em Portugal

Um fosso era uma vala defensiva com lados íngremes, podendo ser cheia de água ou seca. Seu propósito era duplo; para impedir que dispositivos como torres de cerco atingissem a cortina e evitar que as paredes fossem minadas. Os fossos com água eram encontrados em áreas baixas e geralmente eram atravessados por uma ponte levadiça, embora estas foram substituídas por pontes de pedra. Ilhas fortificadas poderiam ser adicionadas ao fosso, adicionando outra parede de defesa. As defesas aquáticas, como os diques ou lagos naturais, tinham o benefício de direcionar a direção do inimigo para o castelo. O local do castelo de Caerphilly do século XIII no País de Gales cobre 30
 acre(s)s (12 ha) e as defesas aquáticas, criadas pela inundação do vale ao sul do castelo, são algumas das maiores da Europa Ocidental.

### Outras características
Ameias eram encontradas na maioria das vezes coroando a cortina e as cúpulas das casas de guardas e compreendiam vários elementos: embrasuras, cadafalsos, mata-cães, e balestreiros. Embrasura é o nome coletivo para greneis e merlões alternados: aberturas e blocos sólidos em cima de uma parede. Cadafalso era uma estrutura provisória de madeira, construída nas torres e muralhas dos castelos medievais, em momentos de assédio inimigo, sobre vigas de suporte, formando um balcão ou varandim saliente, coberto e protegido, que podia ser desmontado em tempo de paz, após os finais do século XIII. a substituição da madeira pela pedra ocorreu o que os tornou em mata-cães que é muito mais resistente e duradouro. Mata-cães é uma abertura no chão entre as mísulas que sustentam as ameias ou os balcões das fortificações medievais, através da qual se podia observar os atacantes que se encontravam na base da muralha defensiva, solapando a parede ou assediando uma casa de guarda, para agredi-los com pedras, flechas, água fervente ou outros objetos de forma semelhante a cadafalsos.
Seteiras, também comumente chamados de balestreiros, eram aberturas verticais estreitas em paredes defensivas que permitiam que as flechas ou os virotes da besta fossem disparados contra atacantes. As fendas estreitas eram configuradas a proteger o defensor, fornecendo um alvo muito pequeno, mas o tamanho da abertura também poderia dificultar ao defensor se fosse muito pequena. Uma abertura horizontal menor pode ser adicionada para dar ao arqueiro uma visão melhor para mirar. Uma abertura horizontal menor poderia ser adicionada para dar a um arqueiro uma visão melhor para apontar. Às vezes, uma porta da traição era incluída; Isso poderia permitir que a guarnição saísse do castelo e atacasse as forças assediadoras. Era comum que as latrinas fossem esvaziadas pelas paredes externas de um castelo e no fosso circundante.

## História
Embora sejam popularmente associados à Idade Média europeia, estruturas com funções semelhantes vêm sendo empregadas desde a Idade da Pedra por todo o planeta. Como exemplos mais recentes há os castelos do Japão e as fortificações dos Incas. Na China, por exemplo, o Palácio de Potala foi usado para refúgio de meditação pelo Rei Songtsen Gampo, que construiu, em 637, o primeiro palácio como saudação à sua noiva, a Princesa Wen Cheng da Dinastia Tang da China.

### Antecedentes

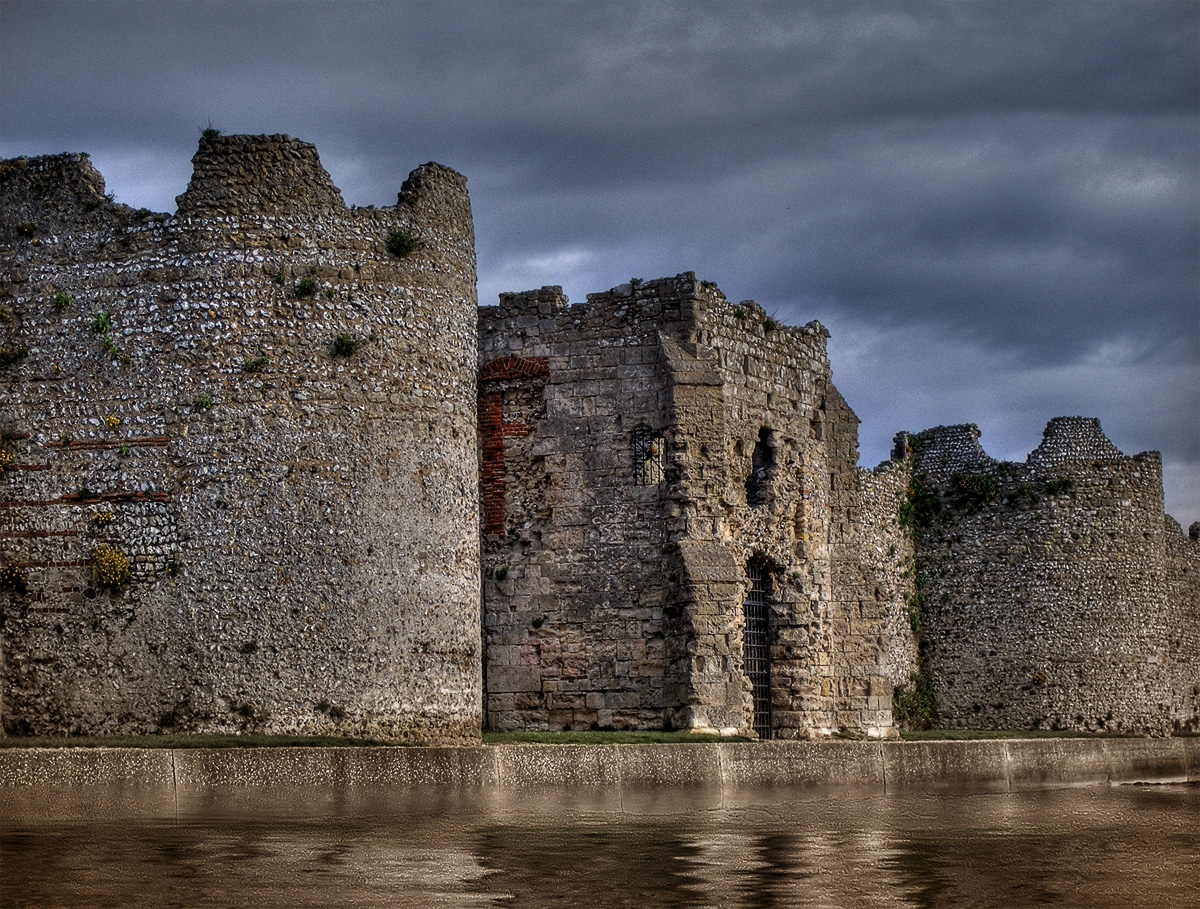
Castelo de Portchester foi construído dentro de um forte romano. Apesar da adaptação como castelo medieval, é a melhor fortaleza romana ao norte dos Alpes. Muitos castelos foram construídos sobre ou dentro de locais previamente de poder

Segundo o historiador Charles Coulson, a acumulação de riqueza e recursos, como alimentos, levou à necessidade de estruturas defensivas. As primeiras fortificações originaram-se no Crescente Fértil, no vale do Indus, no Egito e na China, onde os assentamentos eram protegidos por grandes muros.O norte da Europa foi mais lento do que o leste para desenvolver estruturas defensivas como os castros proto-históricos, que evoluíram para um reduto dominado por uma torre de vigilância, cercado por um fosso e por uma muralha. Não foi até a Idade do Bronze que castros se desenvolveram e começaram a se espalhar pela Europa.
No período medieval, os castelos foram influenciados por formas anteriores de arquitetura da elite, contribuindo para variações regionais. Notavelmente, enquanto os castelos tinham aspectos militares, eles continham uma estrutura doméstica reconhecível dentro de seus muros, refletindo o uso multifuncional desses edifícios. A Península Ibérica, em particular Portugal, é uma região rica em castelos. Por exemplo, desde do período medieval (século I a.C.), o Castelo de Almourol, localizado no Ribatejo, em uma pequena ilha no meio do rio Tejo, foi reconstruído e concluído em 1171 pela Ordem dos Templários que, na época, era responsável pela defesa e pelo povoamento da região.

### Origens (séculos IX e X)
O assunto do surgimento dos castelos é uma questão complexa que levou a debates consideráveis. As discussões tipicamente atribuíram o surgimento do castelo na Europa a uma reação aos ataques de Magiares, muçulmanos e viquingues e uma necessidade de defesa privada. A degradação do Império Carolíngio levou à privatização do governo, e os senhores locais assumiram a responsabilidade pela economia e pela justiça. No entanto, enquanto os castelos proliferaram nos séculos IX e X, a ligação entre períodos de insegurança e fortalecimento de fortificações nem sempre é diretamente relacionada. Algumas grandes concentrações de castelos ocorrem em lugares seguros, enquanto algumas regiões de fronteira tinham relativamente poucos castelos.
É provável que o castelo tenha evoluído a partir da prática de fortificar a casa do lorde. A maior ameaça à casa ou a um edifício de um senhor era fogo, pois geralmente era uma estrutura de madeira. Para se proteger contra isso, e manter outras ameaças à distância, havia vários cursos disponíveis: criar terraplenagens circundantes para manter um inimigo à distância; construir o corredor com pedras; ou levantar a casa sobre monte artificial, conhecido como mota, para apresentar um obstáculo para os atacantes. Enquanto o conceito de valas, reparos e muros de pedra como medidas defensivas é antigo, criar uma mota é uma inovação medieval.
Um banco e uma vala era uma forma simples de defesa, e quando encontrados sem uma mota associada é chamado de "ringwork"; quando o local estava em uso por um período prolongado, às vezes era substituído por uma estrutura mais complexa ou reforçada pela adição de uma cortina de pedra. Construir uma sala com pedra não necessariamente o tornou a estrutura imune ao fogo, pois ainda tinha janelas e uma porta de madeira. Isso levou à elevação das janelas para o segundo andar — para tornar mais difícil lançar objetos — e mudou a entrada do piso térreo para o segundo andar. Essas características são vistas em muitas torres de menagens de castelos sobreviventes, que eram a versão mais sofisticada dos salões. Os castelos não eram apenas locais defensivos, mas também reforçavam o controle de um senhor sobre suas terras. Eles permitiram que a guarnição controle a área circundante, e formou um centro de administração, proporcionando ao senhor um lugar para abrigar a corte.

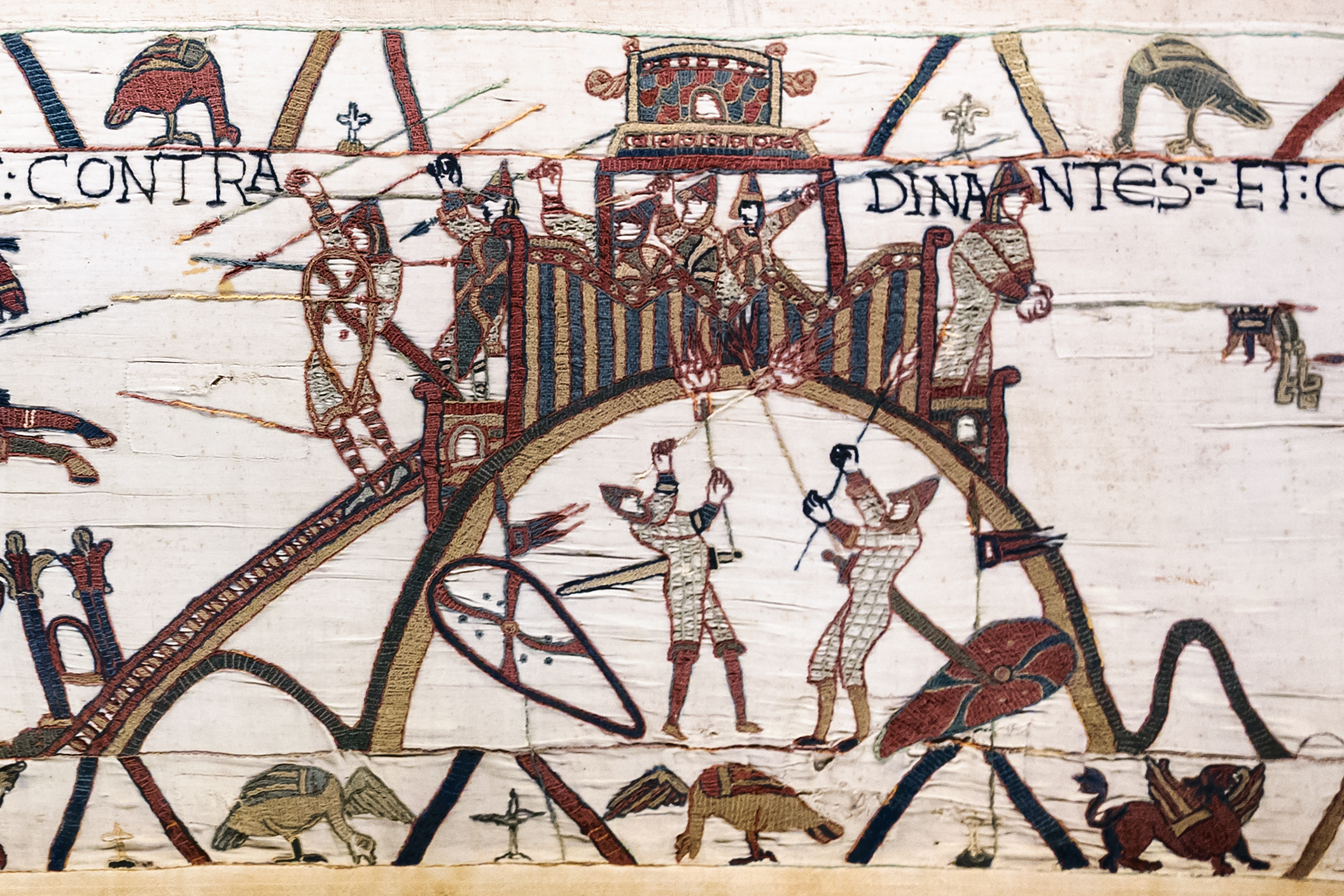
A Tapeçaria de Bayeux contém uma das primeiras representações de um castelo. Ela retrata atacantes do Château de Dinan na França usando fogo, uma das ameaças aos castelos de madeira

Construir um castelo às vezes exigia a permissão do rei ou de outra autoridade importante. Em 864, o rei da Frância Ocidental, Carlos, o Calvo, proibiu a construção de castella sem sua permissão e ordenou que todos fossem destruídos. Esta é talvez a primeira referência aos castelos, embora o historiador militar R. Allen Brown aponte que a palavra "castella" na época poderia ter sido aplicada a qualquer fortificação.
Em alguns países, o monarca tinha pouco controle sobre os senhores, ou exigia a construção de novos castelos para ajudar a proteger a terra, de modo que não se preocupava com a concessão de permissão; como foi o caso na Inglaterra depois da Conquista Normanda e da Terra Santa durante as Cruzadas. O castelo de Guimarães foi construído no século X pela Condessa Mumadona (e não por Dom Afonso Henriques como muitos acreditam) para proteger o mosteiro que era frequentemente atacado pelos Mouros. A Suíça é um caso extremo de falta de controle estatal sobre a construção de castelos e, como resultado, 4 000 foram criados no país. Há poucos castelos que podem ser datados com certeza desde meados do século IX. Convertido em um donjon por volta de 950, o Château de Doué-la-Fontaine, na França, é o castelo mais antigo da Europa.. Em Portugal, segundo os conhecimentos disponíveis, a generalidade dos castelos dos séculos X e XI cingia-se a uma ou duas linhas de muralha, provavelmente já dotadas com adarves e ameias, mas ainda sem a marcante torre senhorial.

### SéculoXI

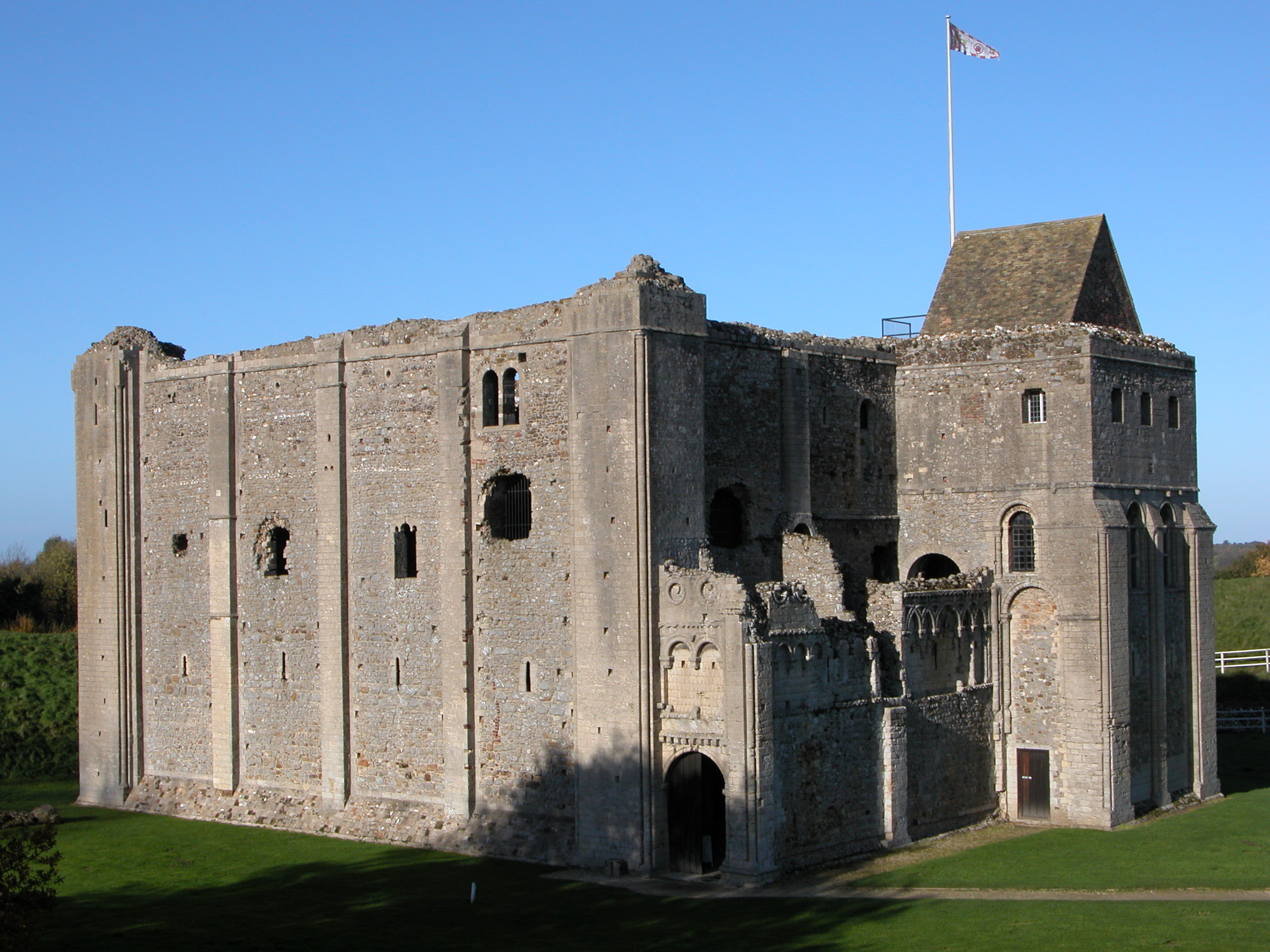
Construído em 1138, castelo Rising, na Inglaterra, é um exemplo de um elaborado donjon

A partir do ano 1000, as referências a castelos em textos como escrituras aumentaram bastante. Os historiadores interpretaram isso como prova de um aumento súbito no número de castelos na Europa por volta desse tempo; Isto foi apoiado por pesquisas arqueológicas que dataram os locais de construção do castelo através do exame de cerâmica. O aumento na Itália começou nos anos 950s, com o número de castelos aumentando entre três a cinco a cada 50 anos, enquanto em outras partes da Europa, como a França e a Espanha, o crescimento foi mais lento. Em 950, Provença era o lar de 12 castelos, no ano 1000, esse número havia aumentado para 30, e em 1030 era mais de 100. Embora o aumento tenha sido mais lento em Espanha, a segunda década do ano 1000 viu um crescimento particular no número de castelos na região, particularmente em áreas fronteiriças contestadas entre cristãos e muçulmanos.
Apesar do período comum em que os castelos cresceram em proeminência na Europa, sua forma e design variaram de região para região. No início do século XI, a mota e o recinto fortificado — um monte artificial transposto por uma paliçada e uma torre — era a forma mais comum de castelo em toda a Europa, exceto na Escandinávia. Enquanto a Grã-Bretanha, a França e a Itália compartilhavam uma tradição de construção de madeira que era persistente na arquitetura de castelos, a Espanha usava mais comumente pedras ou tijolos de barro como o principal material de construção.
A invasão muçulmana da Península Ibérica no século VIII introduziu um estilo de construção desenvolvido na África do Norte dependente do tapial, seixos em cimento, onde a madeira era escasso. Embora a construção de pedra mais tarde se tornasse comum em outros lugares, a partir do século XI, era o principal material de construção de castelos cristãos na Espanha, enquanto ao mesmo tempo a madeira ainda era o material de construção dominante no noroeste da Europa.
Os historiadores interpretaram a presença generalizada de castelos em toda a Europa nos séculos XI e XII como evidência de que guerra era comum e geralmente entre os senhores locais. Os castelos foram introduzidos na Inglaterra pouco antes da Conquista Normanda em 1066. Antes do século XII, os castelos eram tão incomuns na Dinamarca como tinham sido na Inglaterra antes da Conquista Normanda. A introdução de castelos na Dinamarca foi uma reação aos ataques de piratas vendos, e eles costumavam ser planejados como defensas costeiras. A mota e o recinto fortificado permaneceram a forma dominante de castelo na Inglaterra, no País de Gales e na Irlanda até o século XII. Ao mesmo tempo, a arquitetura do castelo na Europa continental tornou-se mais sofisticado.
O "donjon" estava no centro desta mudança na arquitetura do castelo no século XII. As torres centrais proliferaram, e tipicamente tinham um plano quadrangular, com paredes de 3 a 4 metros de espessura. Sua decoração imitava a arquitetura romanesca e, às vezes, incorporava janelas duplas semelhantes às encontradas nas campanhas da igreja. Donjons, que eram a residências dos senhores do castelo, evoluíram para tornarem-se mais espaçosos. A ênfase de design das torres de menagem mudaram para refletir uma mudança dos requisitos funcionais para os decorativos, impondo um símbolo de poder de senhorio sobre a paisagem. Isso às vezes levou a uma defesa comprometedora por causa da ostentação.

### Designe inovação científica (século XII)
Até o século XII, os castelos de pedra e terra e madeira eram contemporâneos, mas, no final do século XII, o número de castelos que estavam sendo construídos entrou em declínio. Isto tem sido parcialmente atribuído ao maior custo das fortificações construídas em pedra e à obsolescência de castelos de madeira e tijolos de barro, o que significava que era preferível construir um material mais durável. Embora substituídos por seus sucessores de pedra, os castelos de madeira e barro não eram inúteis. Isso é evidenciado pela manutenção contínua de castelos de madeira por longos períodos, às vezes vários séculos; O castelo de madeira de Owain Glyndŵr em Sycharth, do século XI, ainda estava em uso no início do século XV, sua estrutura foi mantida há quatro séculos.
Ao mesmo tempo, houve uma mudança na arquitetura do castelo. Até o final do século XII, os castelos geralmente tinham poucas torres; um portão com poucos recursos defensivos, como seteiras ou um rastrilho; uma ótima torre de menagem (ou donjon), geralmente quadrada e sem seteiras; e a forma teria sido ditada pela disposição do terreno (o resultado era muitas vezes estruturas irregulares ou curvilíneas). O design dos castelos não era uniforme, mas essas eram características que poderiam ser encontradas em um castelo típico em meados do século XII. No final do século XII ou no início do XIII, um castelo recém-construído poderia ser de forma poligonal, com torres nos cantos para fornecer a linha de fogo para as paredes. As torres tinham saliências nas paredes e apresentaram seteiras em cada nível para permitir que os arqueiros visassem qualquer pessoa próxima ou na cortina.

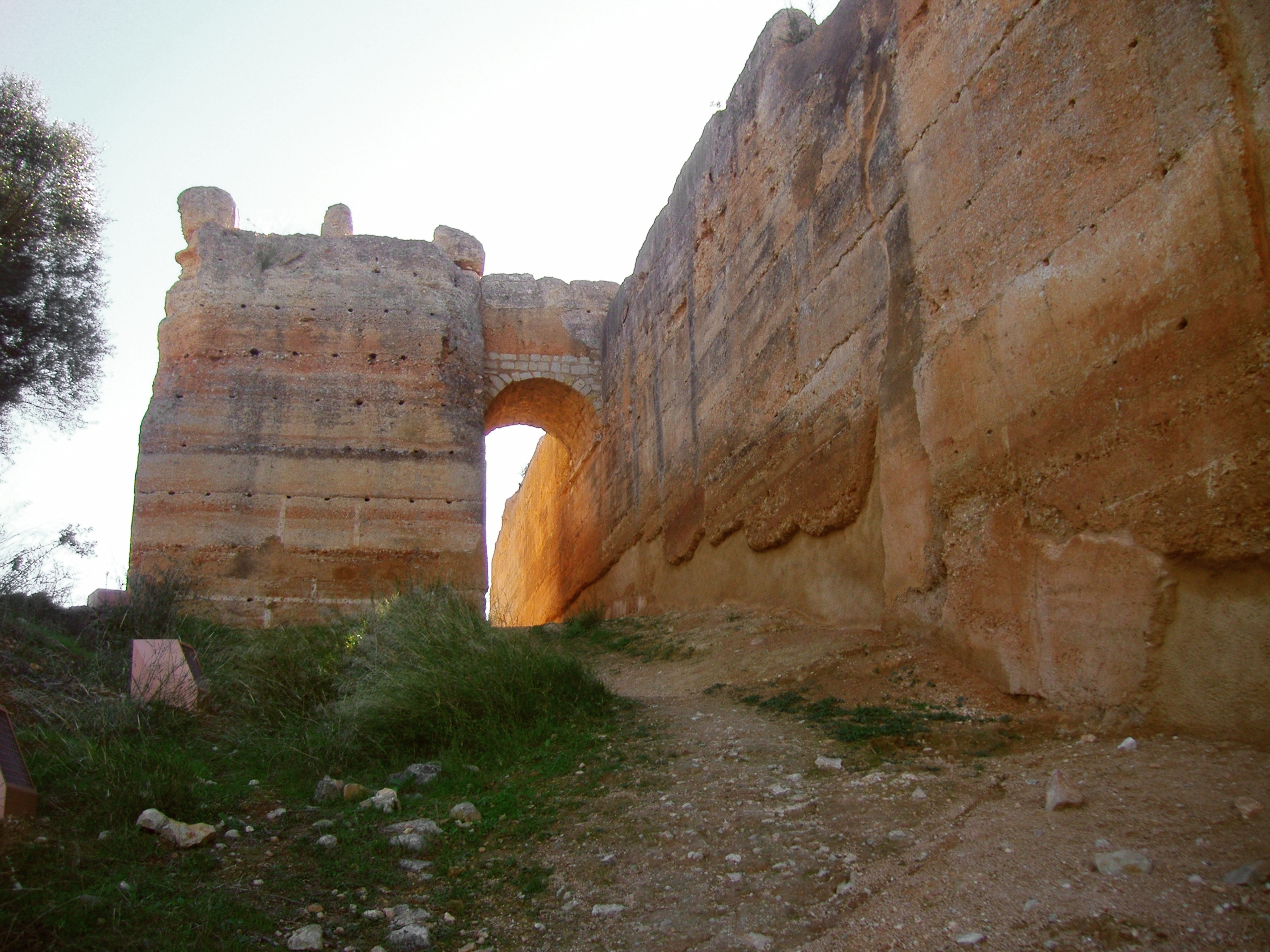
Castelo mourisco de Paderne, no Algarve, em Portugal (Foto de novembro de 2007)

Estes últimos castelos nem sempre tiveram uma torre de menagem, mas isso pode ter sido porque o design mais complexo do castelo como um todo, elevou os custos e a torre foi sacrificada para economizar dinheiro. As torres maiores proporcionaram espaço para habitação para compensar a perda do donjon. Onde eles mantiveram, eles não eram mais quadradas, mas poligonais ou cilíndricas. Os portões foram mais fortemente defendidos, com a entrada do castelo, geralmente entre duas torres da cerca circulares, que estavam conectadas por uma passagem acima do portão — embora houvesse uma grande variedade nos estilos de casas de guarda e entradas — e uma ou mais portas.
Uma característica peculiar dos castelos muçulmanos na Península Ibérica foi o uso de torres isoladas, chamadas torres de albarrã, ao redor do perímetro, como pode ser visto na Alcáçova de Badajoz. Provavelmente desenvolvido no século XII, as torres forneceram fogo flanqueando. Elas eram conectadas ao castelo por pontes de madeira removíveis, então, se as torres fossem capturadas, o resto do castelo não era acessível.

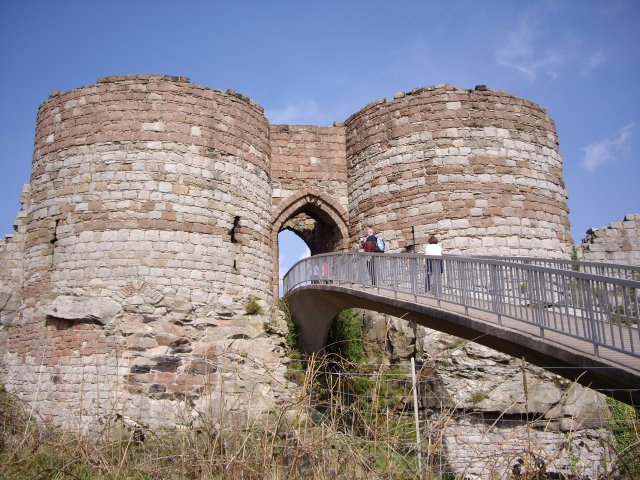
A casa de guarda da ala interna do Castelo de Beeston, Inglaterra, foi construído na década de 1220 e tem uma entrada entre duas torres em forma de D

Ao procurar explicar essa mudança na complexidade e estilo dos castelos, os antiquários encontraram sua resposta nas Cruzadas. Conflitos com os sarracenos e a exposição à arquitetura bizantina, parece ter ensinado muito aos cruzados sobre a fortificação. Havia lendas como a de Lalys — um arquiteto da Palestina que acreditava-se ter ido ao País de Gales depois das Cruzadas e melhorou os castelos no sul do país — e assumia-se que grandes arquitetos como Jaime de São Jorge se originaram no Oriente. Na metade do século XX, esse ponto de vista foi posto em dúvida. As lendas foram desacreditadas e, no caso de Jaime de São Jorge, ficou provado que ele veio de Saint-Georges-d'Espéranche, na França. Se as inovações em fortificação fossem procedentes do Oriente, seria esperado que sua influência fosse vista a partir de 1100, imediatamente depois que os cristãos foram vitoriosos na Primeira Cruzada (1096-1099), em vez de quase 100 anos depois. Os restos das estruturas romanas na Europa Ocidental ainda estavam em muitos lugares, alguns dos quais tinham torre da cerca redondas e entradas entre duas torres de flanqueio.
Os construtores do castelo da Europa Ocidental estavam conscientes e influenciados pelo design romano; Fortes costeiros das forças romanas tardias na costa saxônica inglesa foram reutilizadas e, na Espanha, o muro da cidade de Ávila imitava a arquitetura romana quando foi construído em 1091. O historiador Smail em Crusading warfare argumentou que o caso para a influência da fortificação oriental no ocidente foi exagerado e que os cruzados do século XII, de fato, aprenderam muito pouco sobre o desenho científico das defesas bizantinas e sarracenas. Um castelo bem localizado que usava defesas naturais e tinha fortes paredes e valas não tinha necessidade de um projeto científico. Um exemplo dessa abordagem é o castelo de Queraque. Embora não houvesse elementos científicos para o seu projeto, era quase inexpugnável, e em 1187 Saladino escolheu sitiar o castelo e matar sua guarnição de fome ao invés de arriscar um assalto contra ele.
Após a Primeira Cruzada, os cruzados que não voltaram para suas casas na Europa ajudaram a fundar os Estados cruzados do Principado de Antioquia, o condado de Edessa, o Reino de Jerusalém e o Condado de Trípoli. Os castelos que eles fundaram para garantir suas conquistas foram projetados principalmente por mestres sírios. Seu design era muito parecido com a "tetrapirgia" bizantina ou com um forte romano, que eram plantas quadradas e tinham torres quadradas em cada canto que não projetaram muito além da cortina. A torre desses castelos dos cruzados poderia ter um traçado quadrado e geralmente não era decorada.
Enquanto os castelos eram usados para defender um local e controlar o movimento de exércitos, na Terra Santa algumas posições estratégicas importantes não foram fortalecidas. A arquitetura do castelo no Oriente tornou-se mais complexa perto do final do século XII e início do século XII após o impasse da Terceira Cruzada (1189-1192). Tanto os cristãos como os muçulmanos criaram fortificações, e o caráter de cada um era diferente. Safadino, o governante dos sarracenos do século XIII, criou estruturas com grandes torres rectangulares que influenciaram a arquitetura muçulmana e foram copiadas repetidamente, no entanto, teve pouca influência sobre castelos dos cruzados.
Em Portugal, apesar de existirem torres defensivas singulares, a generalização da torre de menagem associada à cerca do castelo só aconteceu nos finais do século XI. Por isso, o castelo do século XII apresenta a torre de menagem isolada, defendida por uma ou duas cercas que a protegem constituindo esta, o último reduto defensivo. Estas estruturas dotadas de adarves e ameias já possibilitavam uma maior intervenção de defesa, mas ainda denotam o conceito de resistência do castelo românico, muito preocupado com a guarda da torre de menagem”.

### Séculos XIII a XV

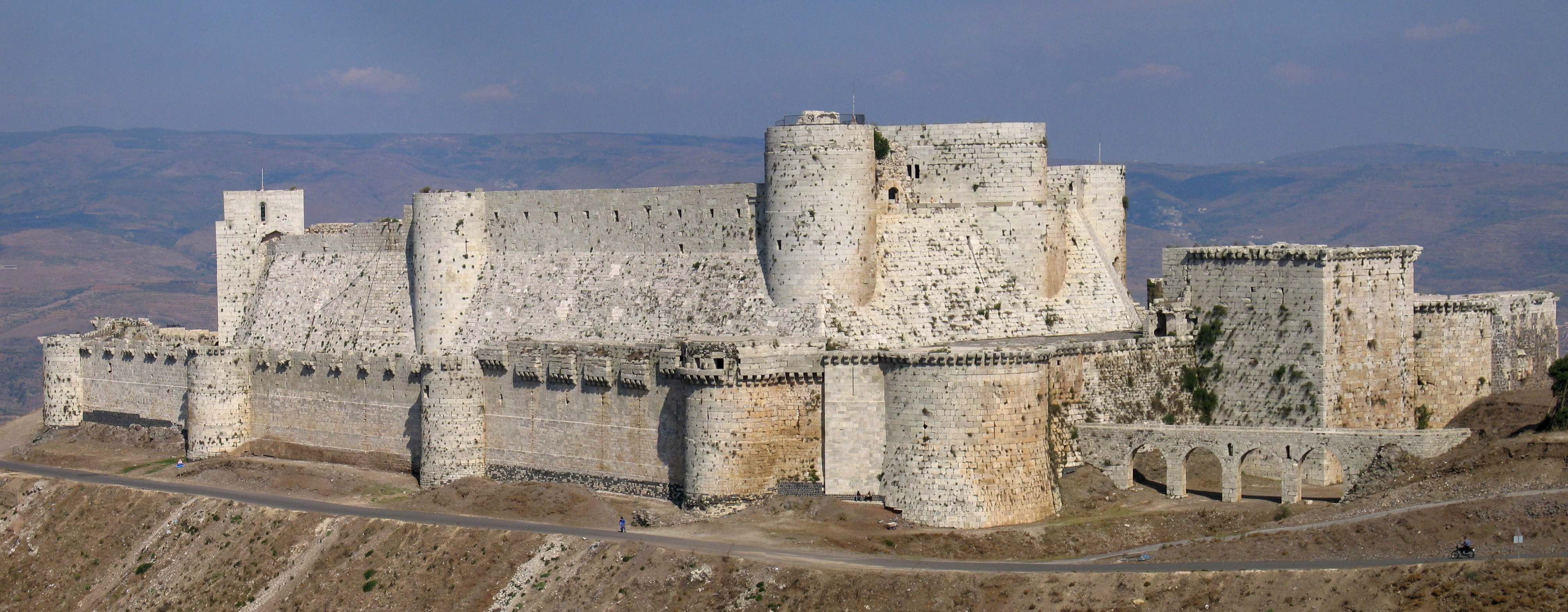
Fortaleza dos Cavaleiros é um castelo concêntrico construído com torres rectangulares e arredondadas. É um dos castelos cruzados melhor preservados

No início do século XIII, os castelos cruzados foram construídos principalmente por ordens militares, incluindo Ordem de Malta, Ordem dos Templários e Ordem Teutónica. As ordens foram responsáveis pela fundação de lugares como a Fortaleza dos Cavaleiros, Margat e Belvoir. O projeto arquitetônico variou não apenas entre as ordens, mas entre os castelos individuais, embora fosse comum que aqueles fundados nesse período possuíssem defesas concêntricas.
O conceito, que se originou em castelos como a Fortaleza dos Cavaleiros, era remover a dependência de um ponto forte central e enfatizar a defesa das cortinas. Poderia haver vários anéis de paredes defensivas, um dentro do outro, com o anel interno subindo acima do exterior para que seu campo de fogo não estivesse completamente obscurecido. Se os atacantes passassem pela primeira linha de defesa, eles seriam apanhados na zona de morte entre as paredes interna e externa e teriam que atacar o segundo muro.
Castelos concêntricos foram amplamente copiados em toda a Europa, por exemplo, quando Eduardo I, que ele próprio participou na Cruzada, construiu castelos no País de Gales no final do século XIII, quatro dos oito que ele mandou construir tinha um design concêntrico. Nem todas as características dos castelos dos cruzados do século XIII foram emuladas na Europa. Por exemplo, era comum nos castelos cruzados ter o portão principal no lado de uma torre e para criar duas voltas na passagem, aumentando o tempo necessário para que alguém atinja o compartimento interior externo do castelo. É raro que esta entrada dobrada seja encontrada na Europa.

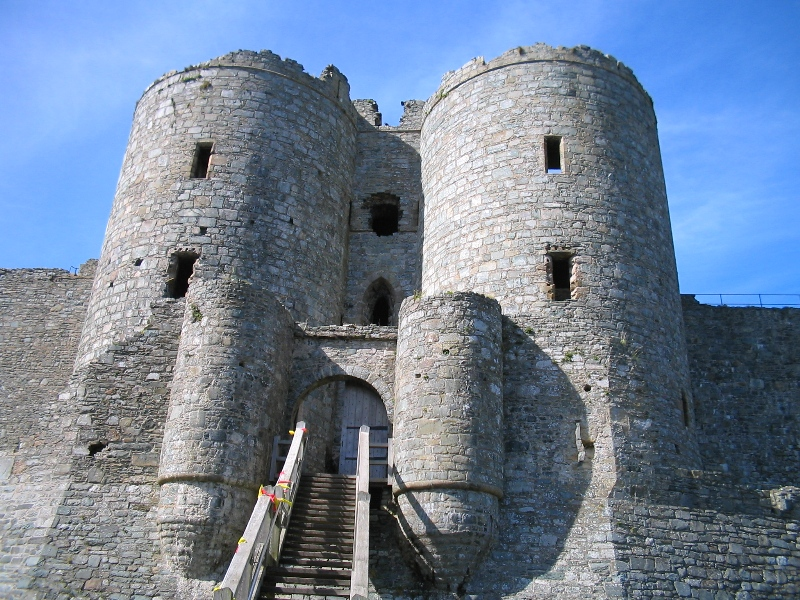
O design do Castelo de Harlech de Edward I (construído na década de 1280) no País de Gales foi influenciado pela experiência das Cruzadas

Um dos efeitos da Cruzada Livónia no Báltico foi a introdução de fortificações de pedras e tijolos. Embora houvesse centenas de castelos de madeira na Prússia e Livónia, o uso de tijolos e argamassa era desconhecido na região antes dos cruzados. Até o século XIII e início dos séculos XIV, o seu design era heterogêneo, no entanto, este período viu o surgimento de um plano padrão na região: um plano quadrado, com quatro asas ao redor de um pátio central. Era comum que os castelos no Oriente tivessem seteiras na parede de cortina em vários níveis; os construtores contemporâneos da Europa desconfiavam disso, pois acreditavam que enfraquecia a parede. Seteiras não comprometiam a força da parede, mas não foi até o projeto de construção de castelo de Edward I que elas foram amplamente adotadas na Europa
As Cruzadas também lideraram à introdução de mata-cães na arquitetura ocidental. Até o século XIII, os topos das torres tinham sido cercados por galerias de madeira, permitindo que os defensores deixassem cair objetos sobre assaltantes abaixo. Embora os mata-cães tenham o mesmo propósito que as galerias de madeira, provavelmente eram uma invenção oriental, em vez de uma evolução da forma de madeira. Mata-cães foram usados no Oriente muito antes da chegada dos cruzados e, talvez, na primeira metade do século VIII na Síria.

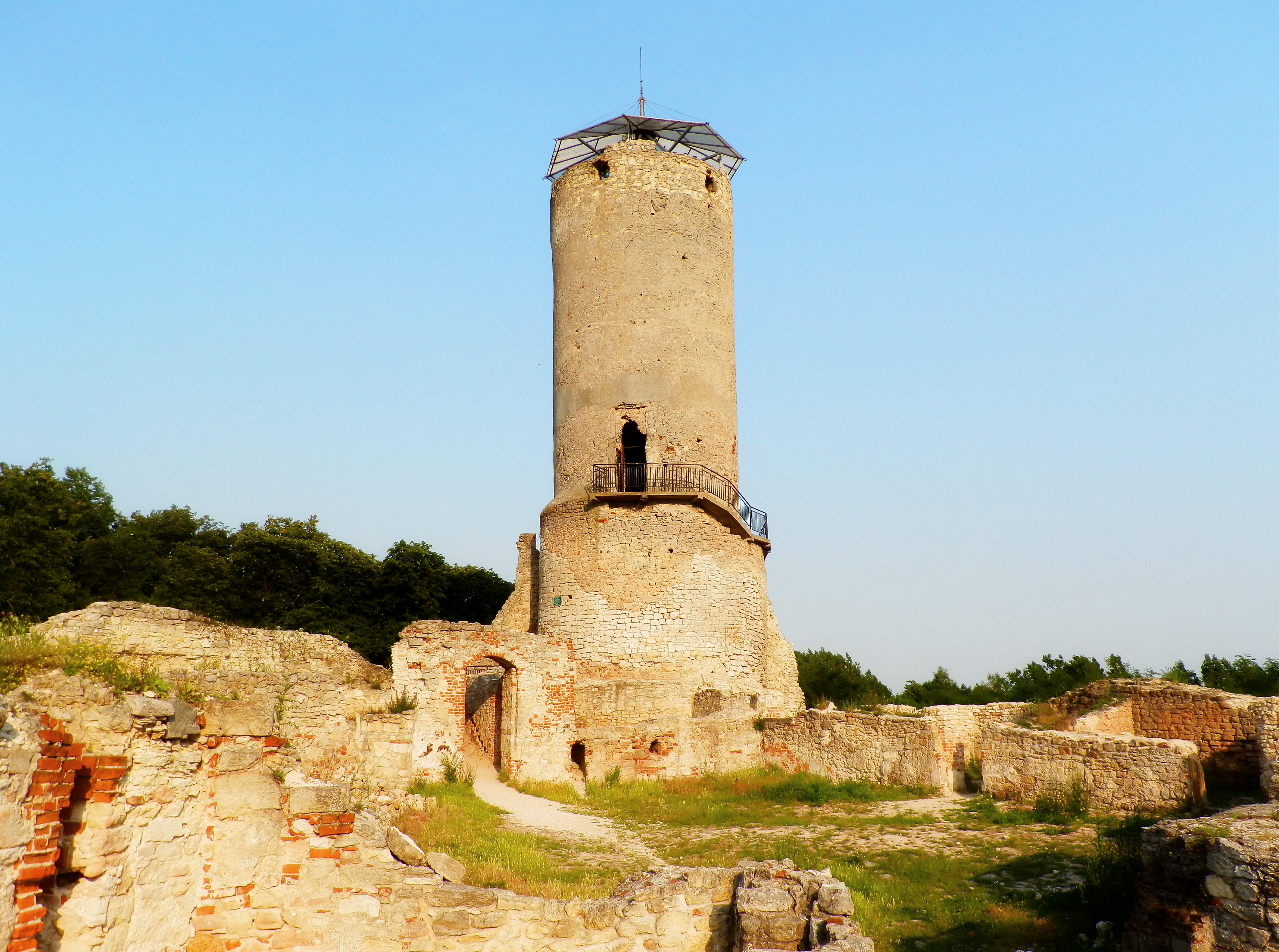
Ruínas de um castelo na cidade polaca de Iłża, século XIV.

O maior período de construção do castelo na Espanha foi nos séculos XI a XIII, e eles foram mais comumente encontrados nas fronteiras disputadas entre terras cristãs e muçulmanas. O conflito e a interação entre os dois grupos levaram a uma troca de ideias arquitetônicas, e os cristãos espanhóis adotaram o uso de torres separadas dos castelos. A Reconquista dos reinos cristãos, que expulsou os muçulmanos da Península Ibérica, foi concluída em 1492.
Embora a França tenha sido descrita como "o coração da arquitetura medieval", os ingleses estavam na vanguarda da arquitetura do castelo no século XII. O historiador francês François Gebelin escreveu: "O grande avivamento na arquitetura militar foi conduzido, como seria naturalmente esperado, pelos poderosos reis e príncipes da época, pelos filhos de Guilherme Conquistador e seus descendentes, os Plantagenetas, quando se tornaram duques da Normandia. Estes foram os homens que construíram todos os mais típicos castelos fortificados do século XII restantes hoje em dia". Apesar disso, no início do século XV, a taxa de construção do castelo na Inglaterra e no País de Gales entrou em declínio. Os novos castelos eram geralmente de uma construção mais leve do que as estruturas anteriores e apresentavam poucas inovações, embora os lugares fortificados ainda fossem criados, como o de Castelo de Raglan, no País de Gales. Ao mesmo tempo, a arquitetura dos castelos franceses ganhou proeminência e se tornou a vanguarda no campo das fortificações medievais. Por toda a Europa — em particular no Báltico, Germânia e Escócia — castelos continuaram sendo construídos até meados do século XVI.

### Advento da pólvora

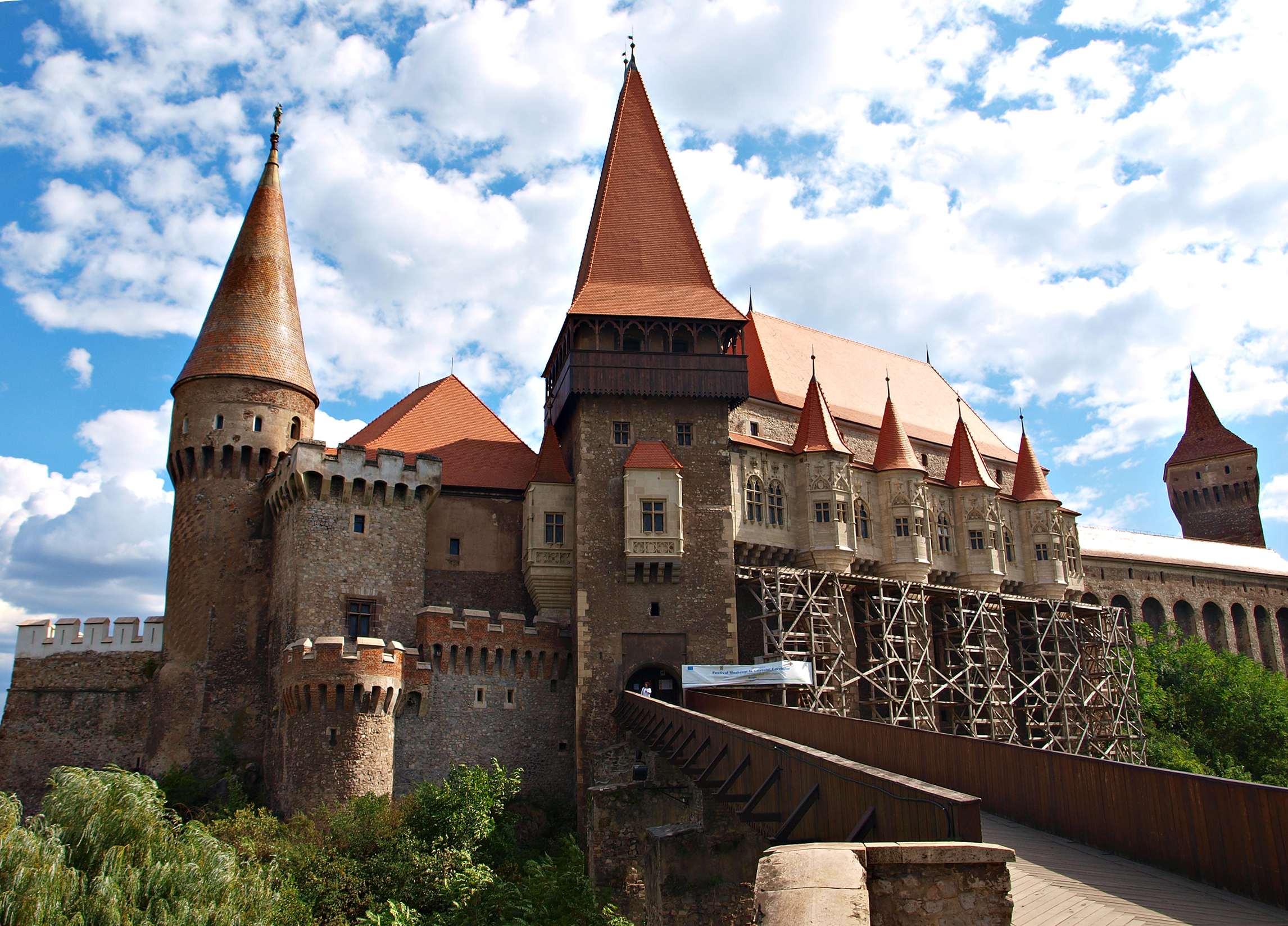
Castelo de Corvin na Transilvânia (construído entre 1446 e 1480) foi um dos maiores da Europa Oriental naquela época

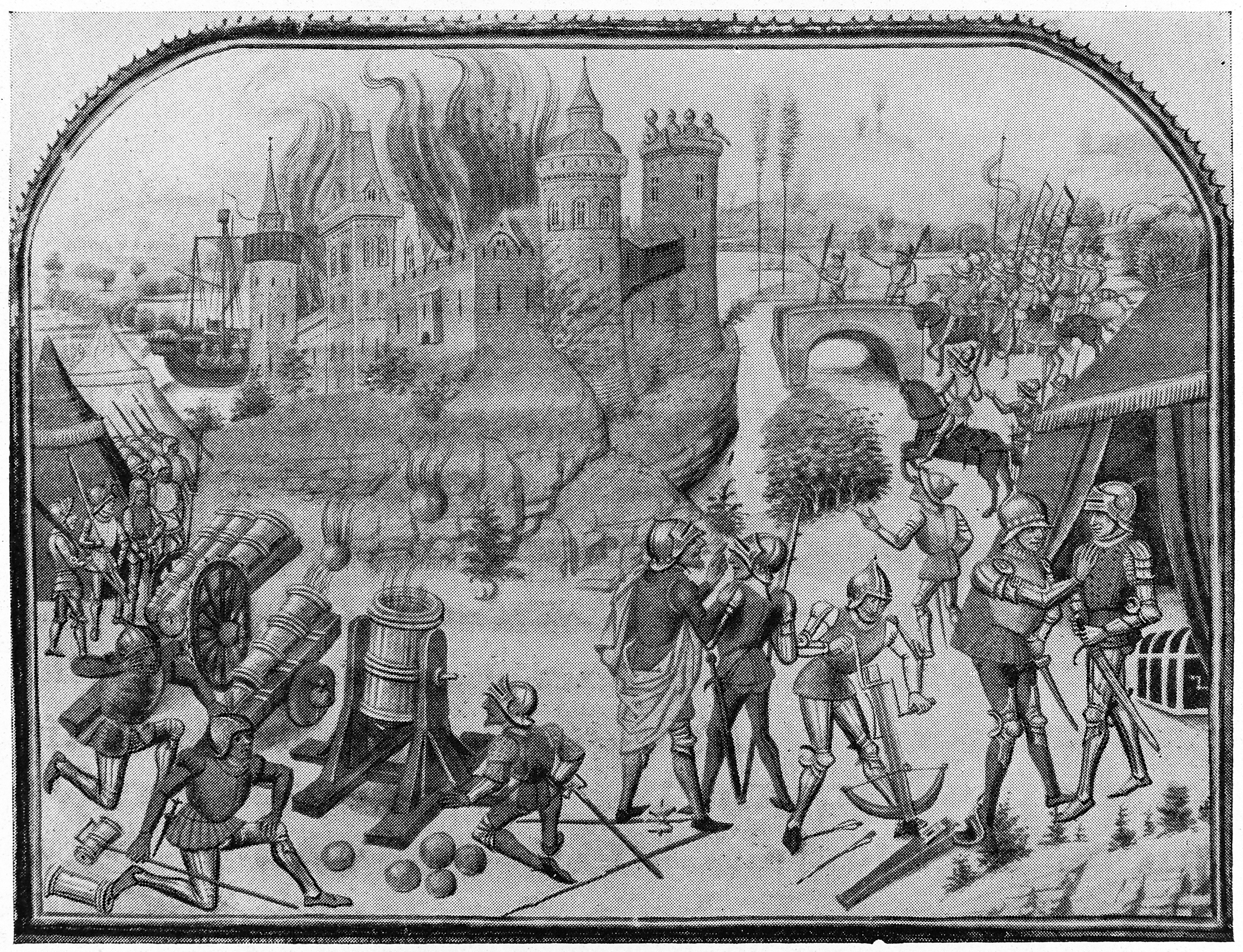
Ataque em um castelo com morteiro e canhão, por volta de 1460

A artilharia alimentada por pólvora foi introduzida na Europa na década de 1320 e se espalhou rapidamente. As armas de mão, que inicialmente eram imprevisíveis e imprecisas, não foram registradas até a década de 1380. Os castelos foram adaptados para permitir pequenas peças de artilharia — com média entre 19,6 e 22 quilogramas (43 e 49 libras) — para disparar das torres. Essas armas eram muito pesadas para que um homem carregasse e disparasse, mas, se ele apoiasse o final da extremidade e descansava o bocal na borda do portal, ele poderia disparar a arma. Os portais desenvolvidos neste período mostram uma característica única, a de uma madeira colocada horizontalmente em todas as aberturas. Um gancho no final da arma podia ser encaixado sobre a madeira, de modo que o artilheiro não precisava lidar com o recuo da arma. Esta adaptação é encontrada em toda a Europa e, embora a madeira raramente sobrevivesse, há um exemplo intacto no castelo de Doornenburg, na Holanda. Os portais têm forma de buraco de fechadura, com um furo circular na parte inferior para a arma e uma fenda estreita na parte superior para permitir que o artilheiro apontasse.
A forma buraco de fechadura é muito comum em castelos adaptados para armas, encontrados no Egito, Itália, Escócia e Espanha, e em outros lugares. Outros tipos de portais, embora menos comuns, eram fendas horizontais — permitindo apenas movimentos laterais — e grandes aberturas quadradas, o que permitiam maior movimento. O uso de armas para defesa deu origem a castelos de artilharia, como o de Château de Ham na França. As defesas contra armas não foram desenvolvidas até uma fase posterior. Ham é um exemplo da tendência para novos castelos de dispensar características anteriores, como mata-cães, torres altas e ameias. Uma resposta foi construção de castelos circulares, como o Castelo de Arraiolos, em 1305, pois as paredes circulares são mais propensas a desviar as balas de canhão com danos mínimos, mas o ponto mais externo de uma parede circular é difícil de defender. No entanto, os campos de fogo interligados são quase impossíveis nessa situação. Armas de fogo maiores foram desenvolvidas, e no século XV tornou-se uma alternativa às armas de cerco, como o trabuco. Os benefícios de armas pesadas sobre os trabucos de contrapeso — o mecanismo de cerco mais efetivo da Idade Média antes do advento da pólvora — eram que elas tinham maior alcance e poder. Em um esforço para torná-los mais eficazes, as armas de artilharia foram fabricadas cada vez maiores, embora isso dificultasse seu transporte para alcançar castelos remotos. Na década de 1450, as armas de fogo eram a armas de cerco preferidas, e sua eficácia foi demonstrada por Maomé II, o Conquistador na queda de Constantinopla.
Outra resposta dos castelos a canhões mais eficazes foi construir paredes mais espessas e preferir torres redondas, já que os lados curvos eram mais propensos a desviar um tiro do que uma superfície plana. Embora isso bastasse para novos castelos, as estruturas preexistentes tiveram que encontrar uma maneira de lidar com o golpe de canhão. Um monte poderia ser empilhado atrás da parede de cortina de um castelo para absorver parte do choque de impacto.
Muitas vezes, os castelos construídos antes da idade da pólvora eram incapazes de usar armas de fogo, pois seus adarves eram muito estreitos. Uma solução para isso era demolir o topo de uma torre e preencher a parte inferior com os escombros para fornecer uma superfície para as armas poderem disparar. Reduzindo as defesas dessa maneira teve o efeito de facilitar a escalada com escadas. Uma defesa alternativa mais popular, que evitava danificar o castelo, era estabelecer baluartes além das defesas do castelo. Estes poderiam ser construídos de terra ou pedra e eram usados para encenar armas pesadas.

### Fortificação em estrela e baluartes (século XVI)

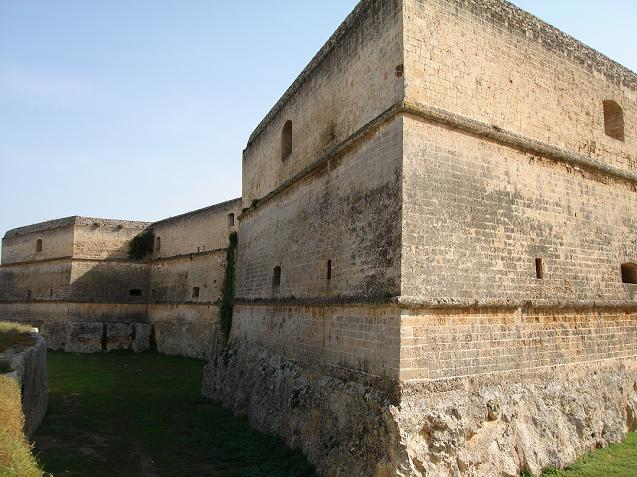
O baluarte angulado, usado no Castelo de Copertino na Itália, foi desenvolvido em torno de 1500. Foi usado pela primeira vez na Itália, permitiu a evolução dos fortes de artilharia que eventualmente assumiram o papel militar dos castelos

Por volta de 1500, a inovação do baluarte angulado foi desenvolvida na Itália. Com desenvolvimentos como estes, a Itália foi pioneira em fortificações de artilharia permanentes, que assumiram o papel defensivo dos castelos. Das inovações italianas evoluíram as fortificações em estrela, também conhecida como "trace italienne" A elite responsável pela construção do castelo teve que escolher entre o novo tipo fortificação que poderia suportar fogo de canhão e o estilo anterior, mais elaborado. O primeiro era feio e desconfortável e o último não era seguro, embora ele não oferecesse mais apelo e valor estético como símbolo de status. A segunda escolha revelou-se mais popular, já que se tornou evidente que havia pouco interesse em tentar tornar o local genuinamente defensável em face a um ataque de canhão. Por uma variedade de razões, entre elas, o fato de muitos castelos não terem história registrada, não há um número firme de castelos construídos no período medieval. No entanto, estima-se que entre 75 000 e 100 000 foram construídos na Europa Ocidental; destes cerca de 1 700 foram na Inglaterra e País de Gales e cerca de 14 000 em áreas de língua alemã.
Em Portugal destacam-se as fortalezas abaluartadas da fronteira Luso-Espanhola, mais especificamente a Praça-forte de Almeida, o Castelo de Marvão, Praça-forte de Valença e as fortificações de Elvas, que constituem a maior fortificação abaluartada do mundo, o que é comprovado por ser Património Mundial da UNESCO.
Alguns verdadeiros castelos foram construídos nas Américas pelas colônias espanholas, portuguesas e francesas. A primeira etapa da construção de forte espanhol foi denominada "período do castelo", que durou de 1492 até o final do século XVI. Começando com a Fortaleza Ozama, "esses castelos eram essencialmente castelos medievais europeus transpostos para a América". Entre outras estruturas defensivas (incluindo fortalezas e citadelas), os castelos também foram construídos em Nova França no final do século XVII. Em Montreal, a artilharia não estava tão desenvolvida quanto nos campos de batalha da Europa, alguns dos fortes afastados foram construídos como os solares fortificados da França. Forte Longueuil, construído de 1695-1698 por uma família baronial, foi descrito como "o forte mais medieval, construído no Canadá". O solar e os estábulos ficavam dentro de uma muralha fortificada, com uma torre redonda de alta em cada canto. O "forte mais substancialmente parecido castelo" perto de Montreal foi o Forte de Senneville, construído em 1692 com torres quadradas conectados por grossas paredes de pedra, bem como um moinho de vento fortificado. Fortes de pedra, como estes, serviram como residências defensivas, além de estruturas imponentes para evitar incursões iroquesas.
Embora a construção do castelo tenha abrandado no final do século XVI, os castelos não necessariamente caíram em total desuso. Alguns mantiveram um papel na administração local e se tornaram tribunais, enquanto outros ainda são transferidos para famílias aristocráticas como cadeiras hereditárias. Um exemplo particularmente famoso disso é o Castelo de Windsor, na Inglaterra, que foi fundado no século XI e é o lar do monarca do Reino Unido. Em outros casos, eles ainda mantinham um papel em defesa. Casas-torres, que são intimamente relacionados aos castelos, incluindo torre peels, foram torres defendidas que eram residências permanentes construídas nos séculos XIV ao XVII. Especialmente comuns na Irlanda e na Escócia, poderiam ter até cinco andares de altura e sucederam recintos comuns em castelos e foram construídas por uma grande variedade social de pessoas. Embora seja improvável que forneçam tanta proteção quanto um castelo mais complexo, elas ofereceram segurança contra incursores e outras pequenas ameaças.

### Uso posterior e revivalismo dos castelos

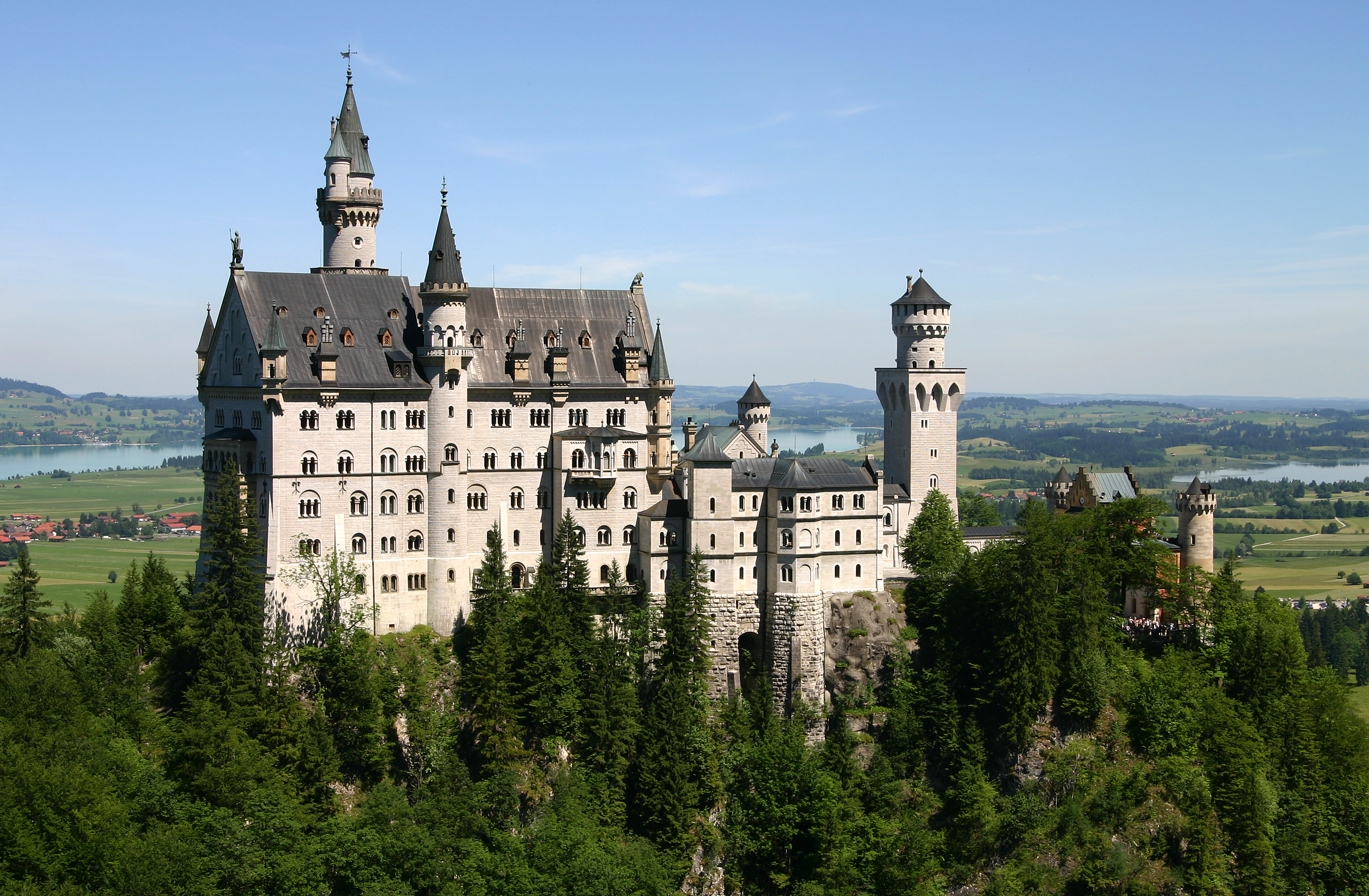
O castelo de Neuschwanstein é um castelo neoromanesco historicista do século XIX construído por Luís II da Baviera, inspirado no romanticismo da época

Segundo os arqueólogos Oliver Creighton e Robert Higham, "as grandes casas de campo dos séculos XVII ao XX foram, no sentido social, os castelos da época". Embora houvesse uma tendência para a elite se deslocar de castelos para casas de campo no século XVII, os castelos não eram completamente inúteis. Em conflitos posteriores, como a Guerra civil inglesa (1641-1651), muitos castelos foram refortificados, embora posteriormente depredados para evitar que eles fossem usados novamente.

#### Romantismo Arquitectónico — séc. XIX
Representando uma das expressões do Romantismo arquitectónico do século XIX, bem como um símbolo de poder, nomeadamente o direito à autoridade e privilégios tradicionalmente concedidos aos antepassados dos proprietários nobres, mas igualmente, a nova elite burguesa capitalista pretendeu fazer valer e mostrar o seu poder simbólico, mediante a construção de palácios acastelados.
Destacam-se neste período a construção do Castelo da Pena (1840-1847) em Sintra, constituindo-se no primeiro nesse estilo na Europa bem como o Neuschwanstein (1869-1892) na Alemanha, assim como o o Chapultepec no México.

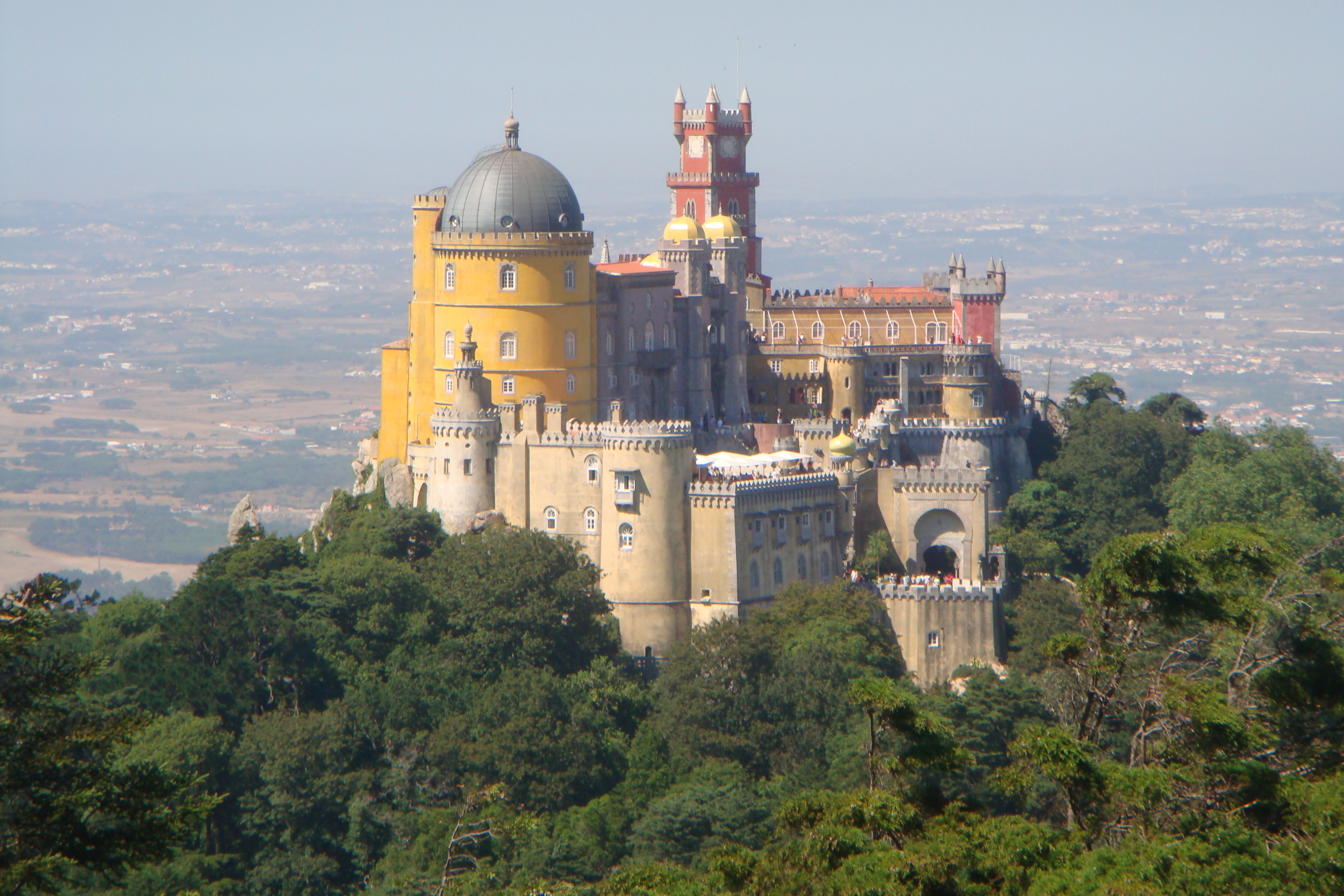
Palácio Nacional da Pena, Sintra: vista panorâmica

Em Portugal, principalmente na 2.ª metade do século XIX, várias casas acasteladas ou "castelos" residenciais foram construídos nomeadamente: Castelo de Portuzelo ou Palacete António da Cunha (Viana do Castelo, 1853); Casa Acastelada dos Oliveira Maya (Porto, 1855-1858); Castelinho ou Palácio do Visconde de Juromenha (Lisboa); Casa do Castelo de Sistelo (Arcos de Valdevez); Palácio do Buçaco (Mealhada); primitivo paço do atual Palácio de Monserrate (Sintra); Casa da Quinta da Torrinha (Lisboa, 1892); Castelo Engenheiro Silva (Figueira da Foz); Castelo/Solar de Alvega (Abrantes); Palácio do Conde de Azarujinha (Évora); Castelo da Boa Vista (Albergaria-a-Velha); Forte da Cruz ou Palacete Barros (Estoril); Palácio dos Condes de Castro Guimarães (Cascais, 1897); Palácio da Quinta da Torre de Santo António (Torres Novas); Casa dos Peixotos ou da Pousada (Guimarães); Castelo dos Trigueiros (Fundão); Estabelecimento Prisional de Lisboa.

#### Século XX
Os castelos revitalizados ou imitações tornaram-se populares como uma manifestação de um interesse romântico na Idade Média e no cavalheirismo e como parte do revivalismo gótico mais amplo da arquitetura. Exemplos desses "castelos" ou casas senhoriais incluem o Castelo Di Bivar, no Brasil, erguido em 1984 e inspirado no período renascentista francês, o castelo Drogo (1911–1930) de Edwin Lutyens, o último lampejo de este movimento nas Ilhas Britânicas. Enquanto igrejas e catedrais de estilo gótico podiam imitar fielmente exemplos medievais, novas casas de campo construídas em um "estilo de castelo" diferiam internamente de seus predecessores medievais. Isso foi porque ser fiel ao design medieval teria deixado as casas frias e escuras pelos padrões contemporâneos.
As ruínas artificiais, construídas para assemelhar-se a remanescentes de edifícios históricos, também foram uma característica do período. Elas geralmente eram construídas como peças centrais em planejadas paisagens aristocráticas. As Follies, embora diferissem de ruínas artificiais na medida em que não faziam parte de uma paisagem planejada, mas sim elas não tinham motivos para serem construídas. Ambas estruturas desenharam elementos de arquitetura do castelo, como ameias e torres, mas não serviram para o propósito militar e eram apenas para exibição.

## Construção

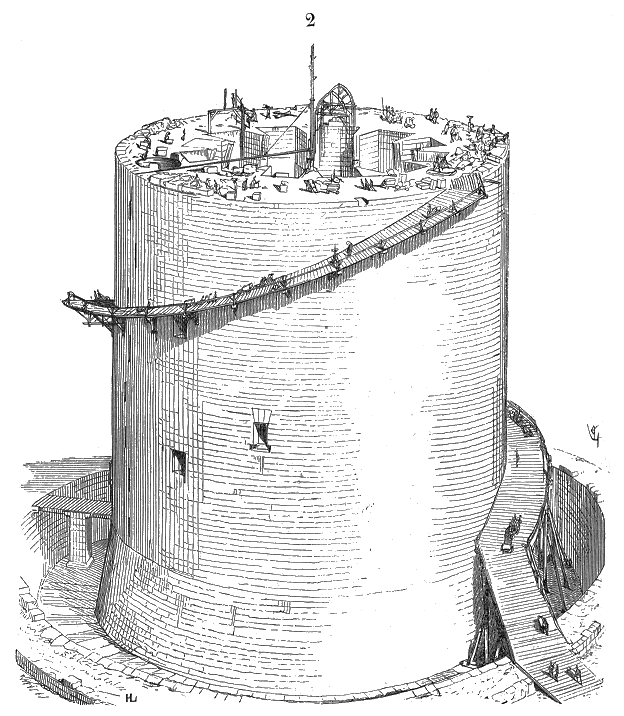
Representação do século XIX por Eugène Viollet-le-Duc da construção da grande torre no Château de Coucy na França, com andaimes e pedreiros no trabalho. Os buracos marcam a posição dos andaimes em estágios iniciais de construção

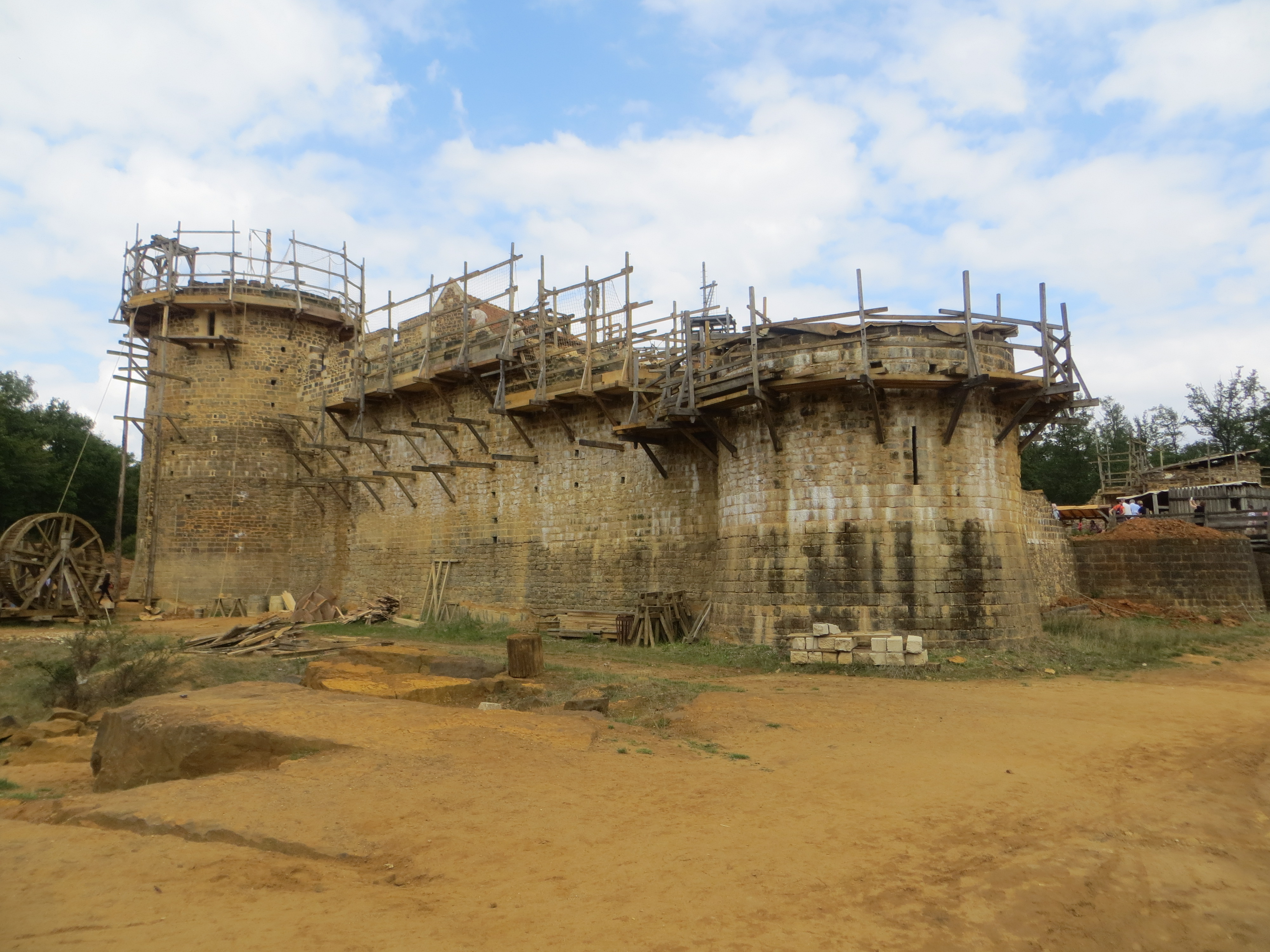
Arqueologia experimental de construção de castelo no local do castelo de Guédelon (2015)

Uma vez selecionado o local de um castelo — seja uma posição estratégica ou uma que pretendia dominar a paisagem como marca de poder — o material de construção devia ser selecionado. Um castelo de barro e madeira era mais barato e mais fácil de erguer do que um construído a partir de pedra. Os custos envolvidos na construção não estão bem registrados e a maioria dos documentos sobreviventes relaciona-se com castelos reais. Um castelo com reparo de terra, mota e defesas de madeira e prédios, poderia ter sido construído por trabalhadores não qualificados. A fonte do poder da mão de obra era provavelmente do senhorio local, e os inquilinos já teriam as habilidades necessárias para derrubar árvores, cavar e trabalhar as madeiras necessária para um castelo de terra e madeira. Possivelmente coagidos a trabalhar para o seu senhor, a construção de um castelo de terra e madeira não teria sido um sorvedouro de fundos de um cliente. Em termos de tempo, estima-se que uma mota de tamanho médio — 5 metros de altura e 15 metros de largura no cume — teria levado 50 pessoas em 40 dias úteis. Uma mota e bailey excepcionalmente caro foi o de Clones na Irlanda, construído em 1211 por £20. O alto custo, em relação a outros castelos desse tipo, foi porque os trabalhadores tiveram que ser importados.
O custo da construção de um castelo variava de acordo com fatores como sua complexidade e custos de transporte de material. É certo que os castelos de pedra custam muito mais do que os construídos a partir da terra e da madeira. Mesmo uma torre muito pequena, como o Castelo de Peveril, teria custado cerca de £ 200. No meio, estavam castelos como o Castelo de Oxford, que foi construído no final do século XII por £1 400, e na parte mais cara estavam aqueles como o Castelo de Dover, que custou cerca de £ 7 000 entre 1181 e 1191. Gastar a escala dos grandiosos castelos, como Château Gaillard (cerca de £ 15 000 a £ 20 000 entre 1196 e 1198) foi facilmente mantido pela Coroa dos reinos do Commonwealth, mas para os senhores de áreas menores, a construção do castelo era um empreendimento muito sério e dispendioso. Era usual para um castelo de pedra, tomar uma boa parte de uma década para terminar. O custo de um grande castelo construído ao longo deste tempo (a qualquer ponto de £ 1 000 a £ 10 000) poderia devorar a renda de várias casas senhorais, impactando severamente as finanças de um senhor. Os custos no final do século XIII eram de ordem semelhante, com castelos como Beaumaris e Rhuddlan custando £ 14 500 e £ 9 000, respectivamente. A campanha de Eduardo I para a construção de castelos no País de Gales custou £ 80 000 entre 1277 e 1304, e £ 95 000 entre 1277 e 1329. O renomado designer, Mestre Jaime de São Jorge, responsável pela construção de Beaumaris, explicou o custo:
No caso de você querer saber onde tanto dinheiro poderia ir em uma semana, gostaríamos que você soubesse que precisávamos - e continuaremos a precisar de 400 canteiros, tanto para o cortar quanto assentar, juntamente com 2.000 trabalhadores menos qualificados, 100 carrinhos, 60 vagões e 30 barcos trazendo carvão e pedra; 200 pedreiros; 30 fundidores; e carpinteiros para colocar as vigas e placas no chão e outros trabalhos necessários. Tudo isso não leva em conta a guarnição de soldados...nem as compras de material. De onde haverá uma grande quantidade... O salário dos homens estava e ainda está muito atrasado, e estamos tendo uma enorme dificuldade em mantê-los porque eles simplesmente não têm nada para viver.— 
Não só os castelos de pedra eram caros de construir, mas a manutenção deles era um dreno constante. Eles continham muita madeira, que muitas vezes não era temperada e, como resultado, precisava de uma cuidadosa manutenção. Por exemplo, está documentado que, no final do século XII, reparos em castelos como Exeter e Gloucester custaram entre £ 20 e £ 50 por ano. As máquinas e invenções medievais, como o guindaste, tornaram-se indispensáveis durante a construção e as técnicas de construção de andaimes de madeira foram melhoradas a partir dos modelos da Antiguidade. Ao construir com pedra, uma preocupação importante dos construtores medievais era ter pedreiras próximas. Há exemplos de alguns castelos onde a pedra era extraída no local, como em Chinon, Coucy e no Château Gaillard.
Quando foi construída em 992 na França, a torre de pedra no Château de Langeais tinha 16 m de altura, 17,5 m de largura e 10 m de comprimento, com paredes com uma média de 1,5 m. As paredes continham 1 200 m3 de pedra e tinham uma superfície total (tanto dentro como fora) de 1 600 m2. Calcula-se que a torre tenha levado 83 mil dias úteis para ser completada, a maioria dos quais por trabalhadores não especializados Muitos países tinham castelos de madeira e de pedra, no entanto a Dinamarca tinha poucas pedreiras e, como resultado, a maioria dos seus castelos eram de terra e de madeira, ou mais tarde, construídos a partir de tijolos. As estruturas construídas em tijolos não eram necessariamente mais fracas que suas contrapartes construídas em pedra. Os castelos de tijolos são menos comuns na Inglaterra do que as construções de pedra ou terra e madeira, e muitas vezes foram escolhidos por seu apelo estético ou porque estava na moda, encorajado pela arquitetura de tijolos dos Países Baixos. Por exemplo, quando o castelo de Tattershall foi reconstruído entre 1430 e 1450, havia muita pedra disponível nas proximidades, mas o proprietário, Barão Cromwell, preferiu usar tijolo. Cerca de 700 mil tijolos foram usados para construir o castelo, que foi descrito como "o melhor exemplo de tijolo medieval na Inglaterra". A maioria dos castelos espanhóis foram construídos em pedra, enquanto os castelos na Europa Oriental eram geralmente uma de construção em madeira.

## Centro social

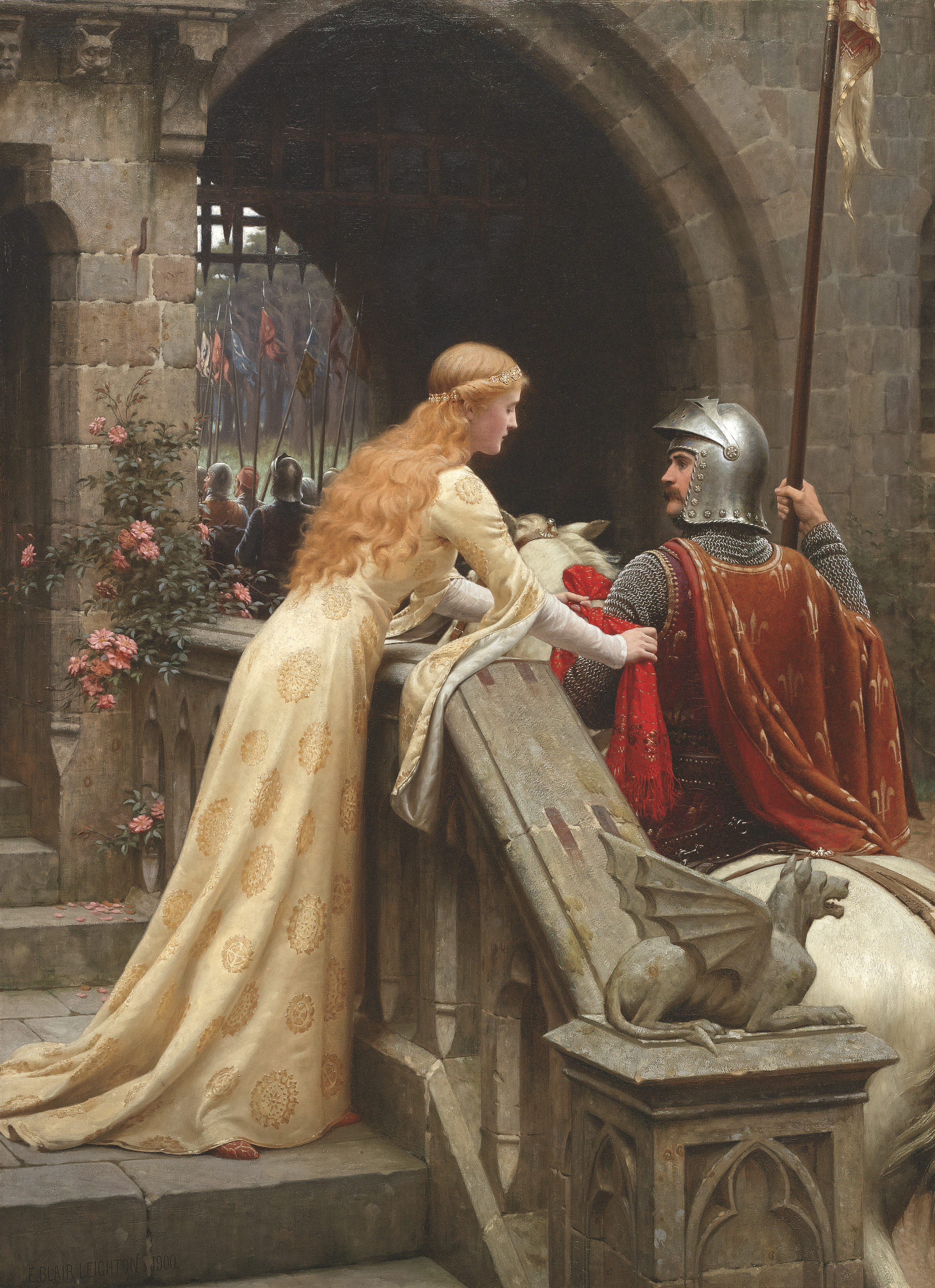
God Speed! por Edmund Blair Leighton, 1900: uma paisagem da vitoriana tardia de uma dama dando um favor hastiludium a um cavaleiro prestes a batalhar

Devido à presença do senhor, um castelo era um centro de administração de onde ele controlava suas terras. Ele dependia do apoio daqueles abaixo dele, pois, sem o apoio de seus arrendatários mais poderosos, um senhor poderia esperar que seu poder fosse corroído.
Os senhores bem-sucedidos regularmente mantinham uma corte com aqueles imediatamente abaixo deles na escala social, mas os ausentes poderiam encontrar sua influência enfraquecida. As senhorias maiores poderiam ser vastas, e seria impraticável para um senhor visitar todas as suas propriedades regularmente para que os procuradores fossem nomeados. Isto é aplicado especialmente à realeza, que por vezes, possuía propriedades em diferentes países.
Para permitir que o senhor se concentrasse em seus deveres em relação à administração, ele tinha uma criadagem para cuidar das tarefas, como fornecer comida. A casa era administrada por um camareiro, enquanto um tesoureiro cuidava dos registros escritos da propriedade. A casa era administrada por um camareleiro, enquanto um tesoureiro cuidava dos registros escritos da propriedade. As famílias reais tinham essencialmente a mesma forma de relação de vassalagem que as famílias barônicas, embora em uma escala muito maior e as posições fossem mais prestigiadas. Um papel importante dos funcionários domésticos foi a preparação de alimentos; as cozinhas do castelo teriam sido um lugar de grande actividade quando o castelo estava ocupado, convocada para fornecer grandes refeições. Sem a presença de um senhor, geralmente porque ele estava hospedado em outro lugar, um castelo teria sido um lugar calmo e com poucos residentes, focado na manutenção do castelo. Como os centros sociais castelos eram locais importantes para ostentação. Os construtores aproveitaram a oportunidade para se basear no simbolismo, através do uso de motivos temáticos, para evocar um sentimento de cavalaria que era aspirado na Idade Média entre a elite. As estruturas posteriores do renascimento romântico se baseiam em elementos da arquitetura do castelo, como ameias para o mesmo propósito. Os castelos foram comparados com catedrais como objetos de orgulho arquitetônico e alguns castelos incorporaram jardins como características ornamentais. O direito de colocar ameias entre merlões numa muralha, quando concedido por um monarca — embora nem sempre era necessário — era importante, não apenas porque permitia que um senhor defendesse sua propriedade, mas porque as ameias coroando a muralha e outros acertos associados a castelos eram prestigiosos através do uso deles pela elite. As licenças para ameias no parapeito também eram prova de um relacionamento ou favor do monarca, que era o responsável pela concessão de permissão.
Amor cortês era a erotização do amor entre a nobreza. A ênfase foi colocada na coibição entre os amantes. Embora por vezes expressado através de eventos cavalheirescos, como torneios, onde os cavaleiros lutariam com um penhor da sua dama, também poderia ser confidencial e ser conduzido em segredo. A lenda de Tristão e Isolda é um exemplo de histórias de amor cortês contadas na Idade Média. Não era incomum ou ignóbil para um senhor ser adúltero — Henrique I tinha mais de 20 bastardos, por exemplo — mas para uma mulher ser promíscua era visto como desonroso.
O propósito do casamento entre as elites medievais era garantir a terra. As meninas eram casadas na adolescência, mas meninos não se casavam até a maioridade legal. Existe uma concepção popular de que as mulheres desempenharam um papel periférico no castelo medieval e que era dominado pelo próprio senhor. Isso deriva da imagem do castelo como uma instituição bélica, mas a maioria dos castelos na Inglaterra, na França, na Irlanda e na Escócia nunca estiveram envolvidos em conflitos ou cerco, de modo que a vida doméstica, do dia a dia, é uma faceta negligenciada nos registros. A dama recebia uma "parcela de casamento" das propriedades de seu marido — geralmente cerca de um terço — que era dela por toda a vida, e seu marido herdaria em caso de sua morte. Era seu dever administrá-las diretamente, como o senhor administrava suas próprias terras. Apesar de geralmente serem excluídos do serviço militar, uma mulher poderia estar no comando de um castelo, seja em nome de seu marido ou em caso se ela ficasse viúva. Devido à sua influência dentro da casa medieval, as mulheres influenciaram na construção e no projeto, às vezes através do patrocínio direto; o historiador Charles Coulson enfatiza o papel das mulheres na aplicação de "um sabor aristocrático refinado" aos castelos devido à sua longa duração como residência.

## Locais e paisagens

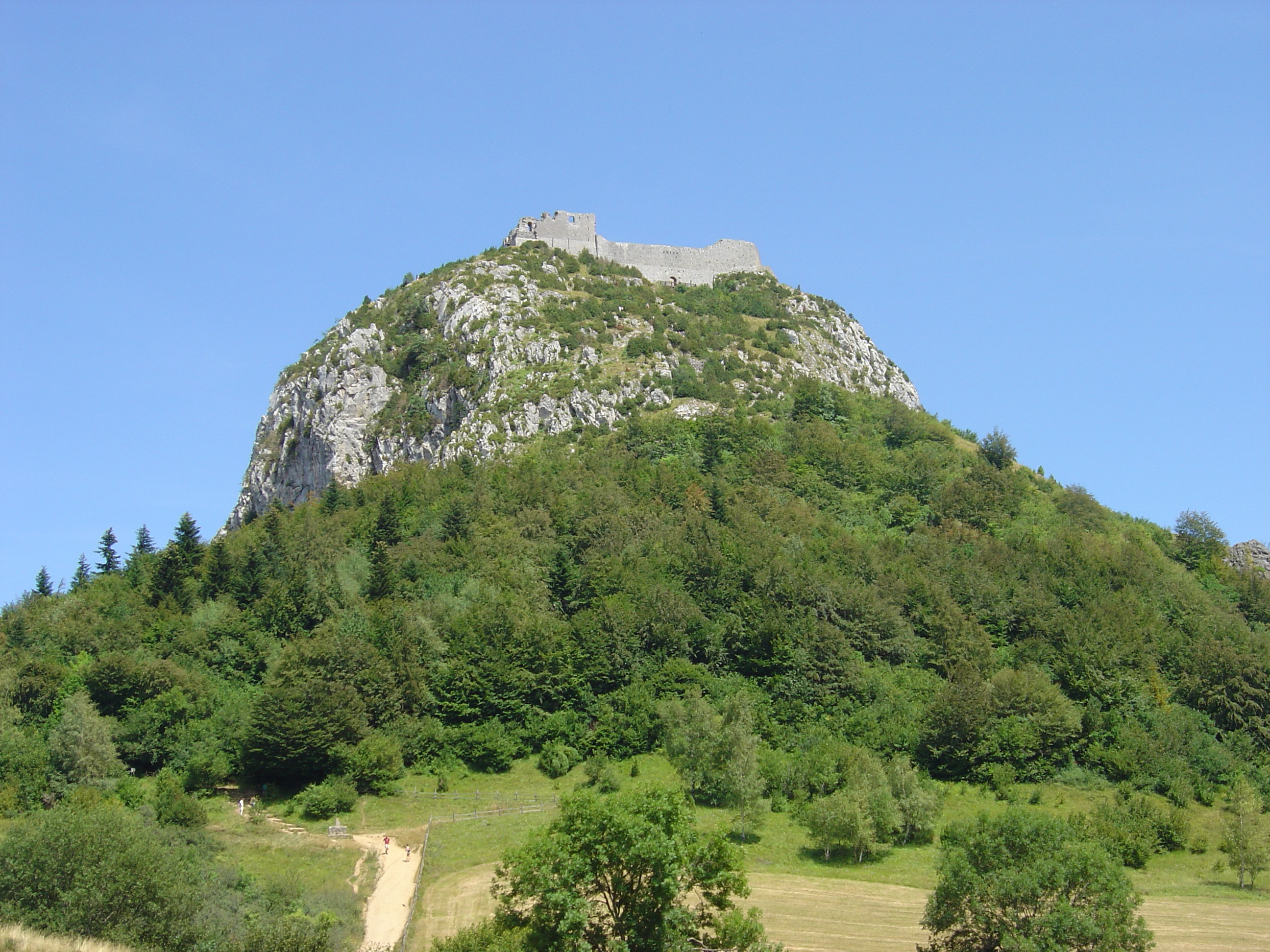
Os castelos em colinas tais como o Castelo de Montségur na França tornaram a ideia popular de onde os castelos devem ser encontrados porque os locais são fotogênicos, onde na realidade os castelos foram construídos em muitos lugares diferentes devido a uma variedade das considerações

O posicionamento dos castelos foi influenciado pelo terreno disponível. Enquanto castelos em colinas como Marksburg eram comuns na Alemanha, onde 66 por cento de todos castelos medievais conhecidos eram em região serrana enquanto 34 por cento estavam em terras baixas, eles eram uma minoria na Inglaterra. Devido à gama de funções que tinham de cumprir, castelos foram construídos em uma variedade de locais. Vários fatores foram considerados na escolha de um local, equilibrando entre a necessidade de uma posição defensável com outras considerações, tais como a proximidade de recursos. Por exemplo, muitos castelos estão localizados perto de estradas romanas, que permaneceram como importantes rotas de transporte na Idade Média, ou poderiam levar à alteração ou criação de novos sistemas rodoviários na área. Onde estava disponível, era comum explorar defesas preexistentes, como a construção de um forte romano ou as muralhas de um castro da Idade do Ferro. Um local proeminente com vista elevada da área circunvizinha e oferecia algumas defesas naturais ou também pode ter sido escolhido porque sua visibilidade fez-lhe um símbolo do poder. Os castelos urbanos eram particularmente importantes no controle de centros populacionais e de produção, especialmente com uma força invasora, por exemplo depois da conquista normanda da Inglaterra no século XI, a maioria dos castelos reais foi construída dentro ou perto de cidades.

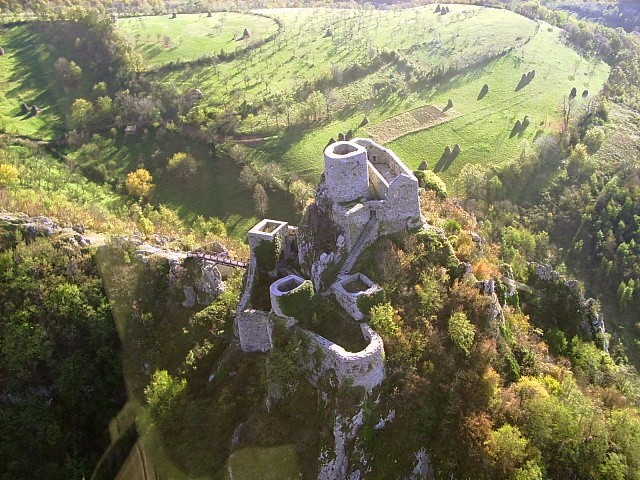
Fortaleza Srebrenik na Bósnia, a inacessibilidade do local (com apenas uma estreita ponte atravessando riba profunda) fornece excelente proteção

Como os castelos não eram apenas edifícios militares, mas centros de administração e símbolos de poder, tiveram um impacto significativo na paisagem circundante. Colocado em uma estrada ou um rio frequentemente usado, o castelo assegurava que um senhor cobrasse pedágio dos comerciantes. Os castelos rurais eram frequentemente associados com moinhos e campos de culturas agrícolas devido ao seu papel na administração da propriedade do senhor, o que lhe dava maior influência sobre os recursos. Outros eram adjacentes ou em florestas reais ou parques de veados e eram importantes na sua manutenção. Os viveiros de peixes eram um luxo da elite do senhor, e muitos foram encontrados ao lado dos castelos. Não só eles eram práticos em que eles asseguraram um abastecimento de água e peixe fresco, mas eles eram um símbolo de status pois eles eram caros para construir e manter.

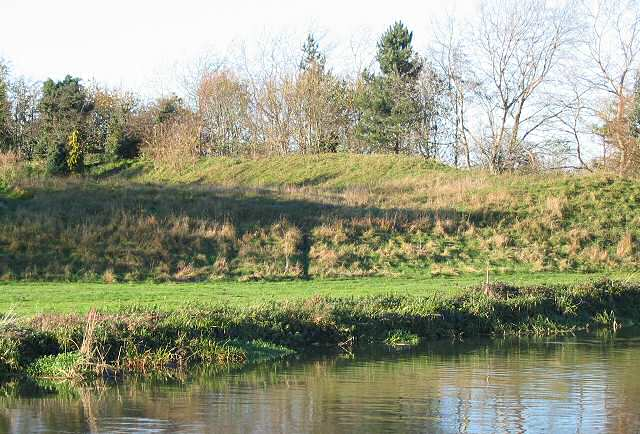
Ruínas do castelo de Eaton Socon

Embora às vezes a construção de um castelo levasse à destruição de uma aldeia, como em Eaton Socon. na Inglaterra, era mais comum para as aldeias próximas ter um crescido como resultado da presença de um castelo. Às vezes, cidades ou aldeias planejadas foram criadas em torno de um castelo. Os benefícios da construção de castelos em assentamentos não se limitavam à Europa. Quando o castelo de Safad do século XIII foi fundado na Galileia, na Terra Santa, as 260 aldeias beneficiaram com nova capacidade dos habitantes de se moverem livremente. Quando construído, um castelo poderia resultar na reestruturação da paisagem local, com estradas movidas para a conveniência do senhor. Os assentamentos também poderiam crescer naturalmente em torno de um castelo, em vez de serem planejados, devido aos benefícios da proximidade a um centro econômico em uma paisagem rural e à segurança dada pelas defesas. Nem todos esses assentamentos sobreviviam, uma vez que o castelo perdia a sua importância — talvez sucedido por uma casa senhorial como o centro da administração — os benefícios de viver ao lado de um castelo desaparecia e o assentamento era despovoado.

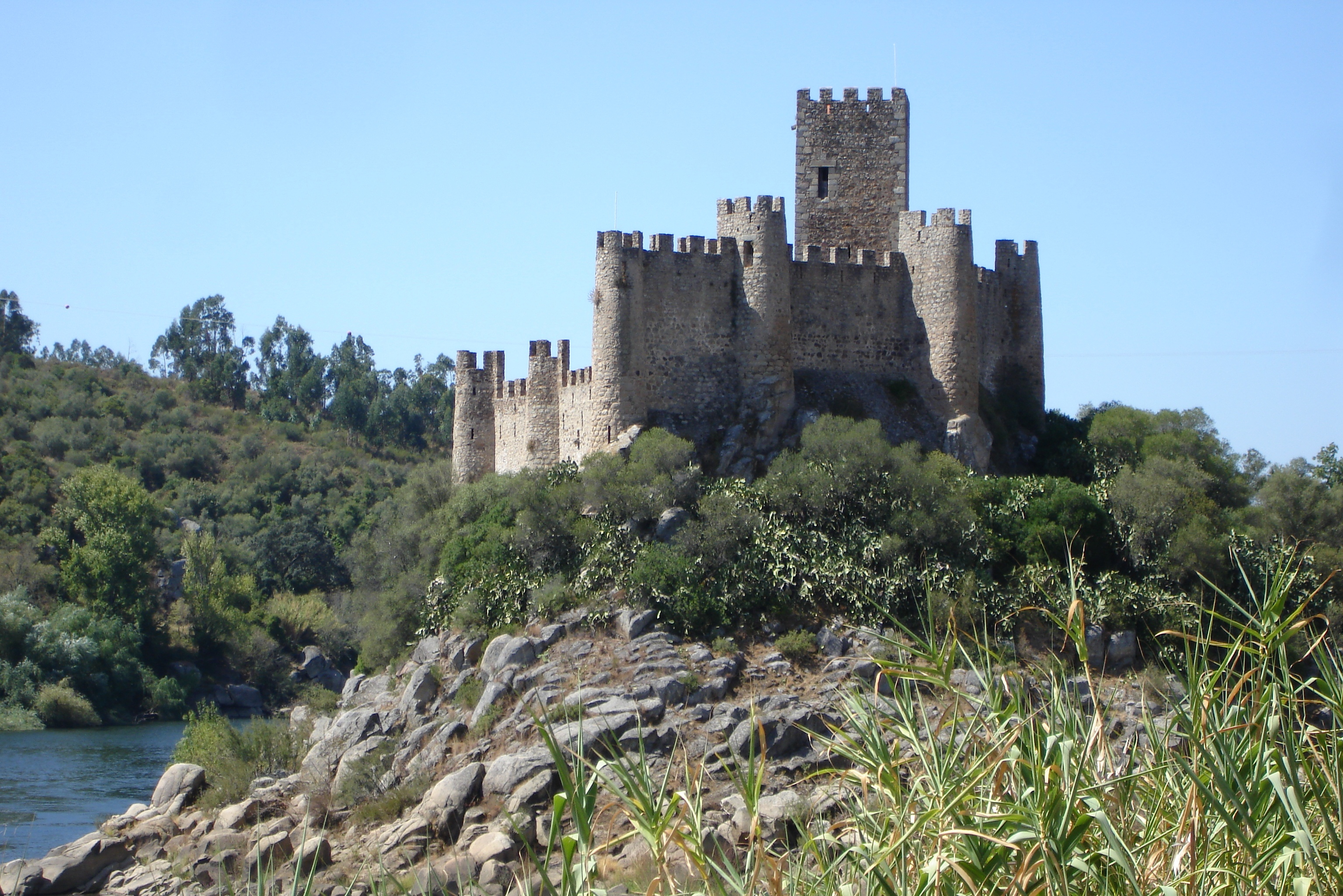
O castelo de Almourol em Portugal fica em uma pequena ilha no rio Tejo

Durante e logo após a Conquista Normanda da Inglaterra, os castelos foram inseridos em importantes cidades preexistentes para controlar e subjugar a população. Eles eram geralmente localizados perto de quaisquer defesas da cidade existentes, como muralhas romanas, embora isso às vezes resultava na demolição de estruturas ocupando o local desejado. Em Lincoln, 166 casas foram destruídas para limpar o espaço para o castelo, e em York terras cultiváveis foram inundada para criar um fosso para o castelo. À medida que a importância militar dos castelos urbanos diminuiu de suas origens primordiais, os castelos tornaram-se mais importantes como centros de administração, financeiro e judiciais. Quando os normandos invadiram a Irlanda, a Escócia e o País de Gales nos séculos XI e XII, o estabelecimento nesses países era predominantemente não urbano e a fundação das cidades era muitas vezes ligada à criação de um castelo.
A localização de castelos em relação a características de elevado grau importância social, como lagoas de peixes, era uma declaração de poder e controle de recursos. Também frequentemente encontrado perto de um castelo, às vezes dentro de suas defesas, era a igreja paroquial. Isto significava uma estreita relação entre os senhores feudais e a igreja, uma das mais importantes instituições da sociedade medieval. Mesmo os elementos da arquitetura do castelo que normalmente foram interpretados como militares poderiam ser usados para ostentação. As características de água do castelo de Kenilworth na Inglaterra — compreendendo um fosso e vários lagos satélites — forçaram qualquer um aproximar uma entrada aquática do castelo a tomar uma rota muito indireta, andando em torno das defesas antes do acesso final em direção da entrada. Outro exemplo é o do Castelo de Bodiam do século XIV, também na Inglaterra; embora pareça ser um castelo avançado de tecnologia de ponta, ele está em um local de pouca importância estratégica, e o fosso era raso. A mais provável intenção era de fazer o local parecer impressionante como uma defesa contra ataques das torres de cerco e escadas de alcançar as paredes, fogo e túneis. A abordagem era longa e levava o observador em torno do castelo, garantindo que obtiveram uma boa vigilância antes de entrar. Além disso, as seteiras e embrasuras eram impraticáveis e improváveis de terem sido eficazes.

## Campanha militar

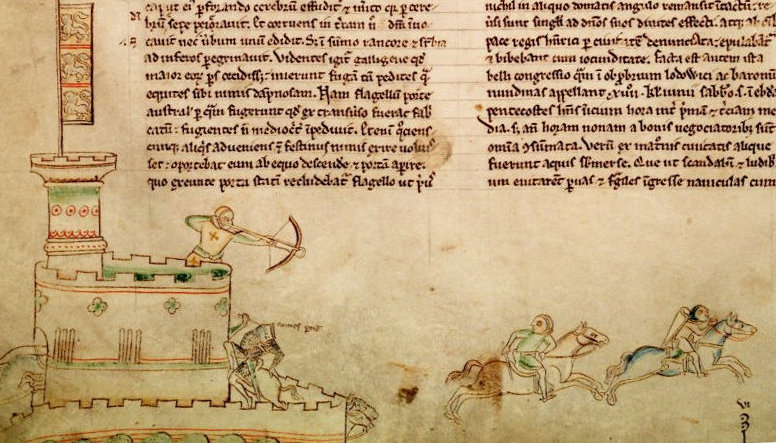
Um desenho início do século XIII por Matthew Paris demostrando a guerra contemporânea, incluindo o uso de castelos, homens besteiro e cavaleiro

Como qualquer estrutura estática, os castelos geralmente poderiam ser evitados. Sua área de influência imediata era de cerca de 400 metros e suas armas tinham um curto alcance, mesmo no início da era da artilharia. No entanto, deixar um inimigo para trás permitiria que eles interferissem com as comunicações e fizessem ataques de surpresa. Guarnições eram caras e, como resultado, eram pequenas, a menos que o castelo fosse importante. O custo também significava que, no período de paz, as guarnições eram menores, e pequenos castelos eram ocupados por, talvez, um par de vigias e guardas de portão. Mesmo na guerra, as guarnições não eram necessariamente grandes, pois muitas pessoas em uma força defensora colocariam esforço excessivo nos suprimentos e prejudicariam a capacidade do castelo de suportar um longo cerco. Em 1403, uma força de 37 arqueiros defendeu com sucesso o castelo de Caernarfon contra dois assaltos dos aliados de Owain Glyndŵr durante um longo cerco, demonstrando que uma pequena força poderia ser efetiva.
No começo, administrar um castelo era um dever feudal de vassalos, no entanto, isso foi posteriormente substituído por forças pagas.  Uma guarnição geralmente era comandada por um agente cujo papel em tempo de paz era ocupar o castelo na ausência do dono. Sob ele, os cavaleiros que, tirando proveito de seu treinamento militar, teriam atuado como um tipo de classe de oficiais. Abaixo deles estavam arqueiros e besteiros, cujo papel era impedir que o inimigo alcançasse as paredes, como pode ser visto pelo posicionamento de seteiras.
Se fosse necessário apoderar-se de um castelo, um exército poderia lançar um ataque ou assédio. Era mais eficiente matar de fome a guarnição do que assaltar o castelo, particularmente os lugares bem defendidos. Sem alívio de uma fonte externa, os defensores eventualmente se submeteriam. Cercos poderiam durar semanas, meses, e em casos raros, anos, se os suprimentos de comida e água fossem abundantes. Um longo cerco poderia retardar o exército, permitindo ajuda chegar ou ajudar o inimigo para mais tarde, preparar uma força maior. Tal abordagem não se limitou aos castelos, mas também foi aplicada às cidades fortificadas do período. Algumas vezes, os castelos de cerco poderiam ser construídos para defender os assediadores de uma sortie súbita e serem abandonados após o cerco ter terminado de uma forma ou de outra.

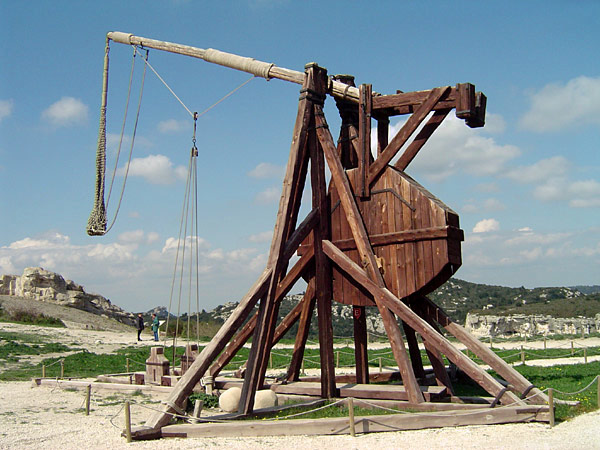
Uma reconstrução de um trebuchet no Castelo dos Baux na França

Se forçados a assaltar um castelo, havia muitas opções disponíveis para os atacantes. Para as estruturas de madeira, como os primeiros castelos de mota, o fogo era uma ameaça real e as tentativas seriam feitas para deixá-los em chamas, como pode ser visto na tapeçaria de Bayeux. As armas de projéteis eram usadas desde a antiguidade e as manganelas e petraria — de origens romanas e orientais respectivamente — eram as duas principais que foram usadas na Idade Média. O trabuco, que provavelmente evoluiu a partir da petraria no século XIII, foi a arma de cerco mais eficaz antes do desenvolvimento de canhões. Essas armas eram vulneráveis ao fogo do castelo, pois eram mecanismo grandes e tinham um curto alcance. Por outro lado, armas como os trabucos podem ser disparadas de dentro do castelo devido à alta trajetória de seu projétil e seriam protegidas contra o fogo direto pelas paredes da cortina.
Balistas ou espringales eram máquinas de cerco que funcionavam nos mesmos princípios que as bestas. Com suas origens na Grécia antiga, a tensão foi usada para projetar um virote ou dardo. Os mísseis disparados a partir desses mecanismos apresentaram menor trajetória do que trabucos ou manganelas e eram mais precisos. Eles foram mais comumente usado contra a guarnição, em vez dos edifícios de um castelo. Eventualmente, os canhões se desenvolveram até o ponto em que passaram a ser mais poderosos e terem um alcance maior que o trabuco e, assim, se tornaram a principal arma na guerra de cerco.
Paredes podem ser minadas por uma sapa. Uma sapa que levava à parede poderia ser escavada e, uma vez atingido o alvo, as vigas de madeira que impediam o colapso do túnel podem ser queimadas. Isto destruiria o túnel e derrubaria a estrutura acima. Construindo um castelo em um afloramento de rocha ou envolvê-lo com um grande e profundo fosso ajudava a evitar isso. Uma contra-sapa poderia ser escavada em direção ao túnel dos assediadores, assumindo que os dois convergiram, isso resultaria no combate subterrâneo. A estratégia foi tão eficaz que, durante o cerco de Margat em 1285, quando a guarnição foi informada, eles se renderam. Também foram utilizados aríetes, geralmente sob a forma de um tronco de árvore com uma tampa de ferro. Eles foram usados para forçar a abertura dos portões do castelo, embora às vezes fossem usados contra paredes com menos efeito.
Como uma alternativa à tarefa demorada de criar uma abertura em uma parede, uma escalada poderia ser tentada para capturar as muralhas com a luta ao longo do caminho de ronda atrás das ameias. Nesse caso, os agressores seriam vulneráveis a ataques de flechas. Uma opção mais segura para aqueles que atacavam um castelo era usar uma torre de cerco, às vezes chamada de campanário. Uma vez que os fossos em torno de um castelo eram parcialmente preenchidos, essas torres de madeira móveis poderiam ser empurradas contra a cortina. Além de oferecer alguma proteção para os que estão dentro, uma torre de cerco pode inspecionar o interior de um castelo, dando aos arqueiros uma posição vantajosa para soltar seus mísseis.